# Richter (Familienname)
Richter ist ein deutscher Familienname.

## Herkunft und Bedeutung
Der Familienname Richter stammt von der Berufsbezeichnung „Richter“. Nur in einigen Fällen war damit der Beruf gemeint, den wir heute unter der Bezeichnung Richter verstehen. Im Osten des deutschen Sprachgebietes – in Böhmen und Mähren, Schlesien, der Oberlausitz und Sachsen – bezeichnete der Ausdruck Richter auch das erbliche Amt des Dorfschulzen (Gemeindevorsteher). Im Rahmen des hochmittelalterlichen Landesausbaus (10. und 12. bis 14. Jahrhundert) wurden in Sachsen und der Lausitz Erbschulzen eingesetzt, wobei das Amt an Familie oder Güterbesitz gebunden war. Später wurde der Begriff Schulze in verschiedenen Regionen (zum Beispiel Sachsen) durch die Amtsbezeichnung Richter verdrängt (vgl. auch Freirichter). Daher ist der Familienname Richter so weit verbreitet und taucht im Osten Deutschlands häufiger auf als im Westen.
Es ist auch der Familienname des baltischen Adelsgeschlechts von Richter.

## Häufigkeit
Der Familienname Richter belegte im Jahr 1996 den 14. Platz unter den häufigsten deutschen Familiennamen (Siehe: Liste der häufigsten Familiennamen in Deutschland). Auf einer Liste aus dem Jahr 1970, die nur die häufigen Namen in der damaligen Bundesrepublik Deutschland, also nicht in der DDR, berücksichtigt, liegt der Familienname Richter nur auf Platz 29. Richter ist, wie Schulze, ein Familienname, bei dem sich ein signifikanter Unterschied in der Häufigkeit zwischen West- und Ostdeutschland feststellen lässt.

## Namensträger

### A
- Achim Richter (* 1940), deutscher Physiker
- Adolf Richter (Pazifist) (1839–1914), deutscher Chemiker und Industrieller
- Adolf Richter (Unternehmer) (1846–1910), deutscher Unternehmer
- Adolf Richter (Politiker, 1881) (1881–1928), deutscher Politiker (DNVP), MdR
- Adolf Richter (Politiker, 1900) (1900–1973), deutscher Politiker (SPD), MdL Niedersachsen
- Adolf Richter (Diplomat) (* 1937), deutscher Diplomat
- Adolph Richter (Regierungsrat) (1803–1864), deutscher Regierungsrat und Mitglied der Frankfurter Nationalversammlung
- Adolph Richter (Maler) (Richter von Thorn; 1812–1852), deutscher Maler
- Adolph von Richter (1839–1903), deutscher Verwaltungsbeamter
- Adolph Leopold Richter (1798–1876), deutscher Militärarzt und wissenschaftlicher Schriftsteller
- Adriaan Richter (* 1966), südafrikanischer Rugby-Union-Spieler
- Agnes Richter (1844–1918), deutsche Näherin und Künstlerin
- Albert Richter (Politiker, 1816) (1816–1883), deutscher Politiker
- Albert Richter (Pädagoge) (1838–1897), deutscher Pädagoge und Schriftsteller
- Albert Richter (Politiker, 1843) (1843–1897), österreichischer Jurist und Politiker
- Albert Richter (Maler) (1845–1898), deutscher Maler und Illustrator
- Albert Richter (Mediziner) (1905–??), deutscher Mediziner
- Albert Richter (Rennfahrer), deutscher Motorradrennfahrer
- Albert Richter (Forstwissenschaftler) (1909–2007), deutscher Forstwissenschaftler
- Albert Richter (Radsportler) (1912–1940), deutscher Radrennfahrer
- Albert Max Gustav Richter (1868–1941), deutscher Politiker (SPD), MdL Baden, siehe Gustav Richter (Politiker, 1868)
- Albrecht Richter (Maler, 1623) (1623–1674), deutscher Maler der Barockzeit
- Alexander von Richter (1802–1864), deutsch-baltischer Rechtshistoriker und Politiker
- Alexander Richter (Musiker) (1833–1902), böhmischer Bratschist
- Alexander Richter (Unternehmer) (1843–1914), österreichischer Politiker, Industrieller und Mäzen
- Alexander Richter (Theaterintendant) (1897–1970), österreichischer Theaterintendant
- Alexander Richter (Jurist) (* 1975/1976), deutscher Richter
- Alfred Richter (Komponist) (1846–1919), deutscher Pianist, Komponist, Chorleiter und Musikschriftsteller
- Alfred Richter (Musiker, 1888) (1888–1971), deutscher Klarinettist
- Alfred Richter (Schriftsteller) (1890–1959), deutscher Schriftsteller
- Alfred Richter (Politiker, Juni 1895) (1895–1959), deutscher Politiker (NSDAP), MdL Freistaat Anhalt
- Alfred Richter (Politiker, Juli 1895) (1895–1981), deutscher Politiker (NSDAP, DP), Senator in Hamburg
- Alfred Richter (Maler) (1900–1980), deutscher Maler und Grafiker
- Alfred Richter (Komponist, 1904) (1904–1967), deutscher Rechtsanwalt und Komponist
- Alfred Richter (Ingenieur) (1911–1971), deutscher Ingenieur und Hochschullehrer
- Alfred Richter (Bankdirektor) (* 1933), deutscher Kaufmann, Bankdirektor und Vorstandssprecher der Verbraucherbank AG in Hamburg
- Alfred Richter-Anschütz (1888–1968), deutscher Theaterschauspieler und Regisseur
- Alma Richter (1879–1969), deutsche Politikerin (DVP, LDPD, FDP)
- Alois Richter (Numismatiker) (1849–1919), österreichischer Bürgermeister und Numismatiker
- Alois Richter (Architekt) (1860–1920), böhmisch-österreichischer Architekt und Baumeister
- Alois Richter (Geistlicher) (1884–1958), österreichisch-tschechoslowakischer Priester, Archivar und Schriftsteller
- Alois Richter (Entomologe) (1899–nach 1969), deutscher Insektenkundler und Präparator
- Ämilius Ludwig Richter (1808–1864), deutscher Kirchenrechtler
- Anatol Richter (* 1970), österreichischer Fechter
- Andrea Richter (* vor 1963), deutsche Erziehungswissenschaftlerin und Hochschullehrerin
- Andreas Richter (Buchdrucker) (1639–1719), deutscher Buchdrucker
- Andreas Richter (Biathlet) (* 1955), deutscher Biathlet
- Andreas Richter (Produzent) (* 1965), deutscher Filmproduzent
- Andreas Richter (Fußballspieler) (* 1977), deutscher Fußballspieler
- Andreas Richter, deutscher Musikproduzent und DJ, siehe Reznik (DJ)
- Andreas E. Richter (1945–2023), deutscher Fossiliensammler und Autor
- Andreas Kuno Richter (* 1959), deutscher Journalist
- Andrei Alexandrowitsch Richter (1871–1947), russisch-sowjetischer Pflanzenphysiologe
- Andy Richter (* 1966), US-amerikanischer Entertainer
- Angela Richter (Slawistin) (* 1952), deutsche Slawistin
- Angela Richter (Regisseurin) (* 1970), deutsche Theaterregisseurin
- Angelika Richter (Medizinerin) (* 1959), deutsche Veterinärmedizinerin, Pharmakologin, Toxikologin und Hochschullehrerin
- Angelika Richter (Bildende Künstlerin) (* 1969), deutsche Künstlerin
- Angelika Richter (Kunsthistorikerin) (* 1971), deutsche Kunsthistorikerin und Kuratorin
- Angelika Richter (Schauspielerin) (* 1972), deutsche Schauspielerin
- Anja Richter (* 1977), österreichische Wasserspringerin
- Anna Richter (Grafikerin) (1893–1999), deutsche Grafikerin
- Anna Lucia Richter (* 1990), deutsche Sängerin (Sopranist/Mezzosopran)
- Anne Richter (Schriftstellerin, 1939) (1939–2019), belgische Schriftstellerin
- Anne Richter (Schriftstellerin, 1973) (* 1973), deutsche Schriftstellerin
- Anne Richter (* 1979), deutsche Schauspielerin, siehe Anne Kanis
- Anne Richter (Volleyballspielerin) (* 1985), deutsche Volleyball- und Beachvolleyballspielerin
- Anne Richter (Leichtathletin), deutsche Leichtathletin
- Annedore Richter (* 1948), deutsche Volleyballspielerin und -trainerin
- Annegret Richter (* 1950), deutsche Leichtathletin und Handelsvertreterin für Sportartikel
- Annemarie Richter (* 1943), deutsche Badmintonspielerin, siehe Annemarie Färber
- Annemarie Wolff-Richter (1900–1945), deutsche Individualpsychologin
- Annette Richter (1902–1988), österreichische Goldschmiedin, Schauspielerin, Schriftstellerin und Übersetzerin
- Annik Richter (* 1990), deutsche Fußballspielerin
- Anton Richter (Orgelbauer) (1688–1765), österreichischer Orgelbauer
- Anton Richter (Maler, 1781) (1781–1850), österreichischer Maler
- Anton Richter (Industrieller) (1782–1846), böhmischer Industrieller
- Anton Richter (Schriftsteller) (1797–1827), Pseudonym: Ludwig Stahlpanzer, deutscher Schriftsteller und Buchdrucker
- Anton Richter (Maler, 1900) (1900–1962), deutscher Maler
- Anton Richter (Gewichtheber) (1911–1989), österreichischer Gewichtheber
- Arno Richter (1907–1979), deutscher Kostümbildner, Bühnenbildner und Filmarchitekt
- Arnold Lehmann-Richter (* 1974), deutscher Jurist, Rechtswissenschaftler und Hochschullehrer
- Arthur von Richter (Landrat) (1824–1892), deutsch-baltischer Richter, Oberdirektor des livländischen Kreditvereins in Riga
- Arthur Richter (Bibliothekar) (1862–1925), deutscher Bibliothekar
- Arthur Richter (Seelsorger) (1908–1993), deutscher Seelsorger
- Arthur Richter (Fußballspieler) (* 1920), deutscher Fußballtorwart
- Artur Richter (1904–1979), deutscher Dramaturg, Regisseur und Autor
- Asso Richter (* 1954/1955), deutscher Autor, Radio Comedian und Musiker
- August Richter (Maler) (1801–1873), deutscher Maler
- August Richter (Politiker) (1831–1907), deutschamerikanischer Geschäftsmann und Politiker
- August Ferdinand Richter (1822–1903), deutscher Theologe und Politiker
- August Gottlieb Richter (1742–1812), deutscher Chirurg und Hochschullehrer
- Ava Sophie Richter (* 2006), deutsche Kinderdarstellerin
- Axel Richter (Bildhauer) (* 1960), deutscher Bildhauer
- Axel Richter (Eishockeyspieler) (* 1956), deutscher Eishockeytorwart
- Axel Richter (Leichtathlet) (* 1946), deutscher Leichtathlet und Leichtathletiktrainer
- Axel Richter (Regisseur) (* 1950), deutscher Theaterregisseur

### B
- Barbara Krug-Richter (* 1956), deutsche Volkskundlerin, Anthropologin und Hochschullehrerin in Münster
- Barbara Richter-Rumstig (* 1940), deutsche Gitarristin
- Bastian Richter (* 1973), deutscher Schriftsteller
- Beatrice Richter (* 1948), deutsche Schauspielerin und Kabarettistin
- Benjamin Richter (1869–1954), württembergischer Oberamtmann
- Bergrun Richter (1923–2019), deutsche Friedensaktivistin, Lehrerin und Frauenrechtlerin
- Bernard Richter (* 1973), Schweizer Opernsänger (Tenor)
- Bernd Richter (Pfarrer) (1942–2021), deutscher Pfarrer und Rundfunkbeauftragter
- Bernd Richter (Politiker, 1943) (* 1943), deutscher Politiker (ÖDP)
- Bernd Richter (Politiker, 1953) (* 1953), deutscher Politiker (FDP)
- Bernd Richter (Ökonom, 1954) (1954–2022), deutscher Ökonom (FDP)
- Bernhard Richter (Politiker, 1862) (1862–nach 1918), österreichischer Politiker (CS)
- Bernhard Richter (Politiker, 1882) (1882–?), deutscher Politiker (KPD)
- Bernhard Richter (Mediziner) (* 1962), deutscher Mediziner und Leiter des Freiburger Instituts für Musikermedizin
- Bernhard Richter (Leichtathlet), österreichischer Leichtathlet
- Bernhard Friedrich Richter (1850–1931), deutscher Kirchenmusiker
- Bertha Richter-Santifaller (1881–1970), österreichische Malerin und Grafikerin
- Birgit Richter (* 1971), deutsche Mathematikerin und Hochschullehrerin
- Bob De Richter (1949–2015), belgischer Fernsehmeteorologe
- Bodo Richter (1941–2019), deutscher Jurist und Politiker (SPD)
- Bodo L. O. Richter (1915–1990), deutsch-amerikanischer Romanist und Hochschullehrer
- Brigitte Richter (1935–2021), deutsche Musikwissenschaftlerin, Museumskuratorin und Autorin
- Bruno Richter (1872–nach 1937), deutscher Maler, Zeichner und Illustrator
- Burchard Adam von Richter (1782–1832), russischer Generalleutnant
- Burkard Richter (* 1968), deutscher Geograf und Hochschullehrer
- Burton Richter (1931–2018), US-amerikanischer Physiker

### C
- Carl Richter (Theaterleiter) (1870–1943), österreichisch-deutscher Schauspieler und Theaterleiter
- Carl Arthur Richter (1883–1957), deutsch-schweizerischer Komponist und Dirigent
- Carl August Richter (1770–1848), deutscher Zeichner, Radierer und Kupferstecher
- Carl Friedrich Richter (1701–1766), deutscher Architekt und Baumeister
- Carl Friedrich Richter, eigentlicher Name von Carl Rosen (Dichter) (1811–1862), deutscher Schriftsteller und Revolutionär
- Carl Gottlieb Richter (1728–1809), deutscher Pianist, Organist und Komponist
- Carl Ludwig Richter (1737–1802), deutscher Theologe und Pädagoge
- Carl Wilhelm Adolph Richter (1808–1877), deutscher Arzt und Politiker
- Carola Richter (Ruderin)  (* 1963), deutsche Ruderin
- Carola Richter (Kommunikationswissenschaftlerin) (* 1977), deutsche Kommunikationswissenschaftlerin und Hochschullehrerin
- Caroline Wilhelmine Richter (1802–1882), deutsche Sängerin und Geliebte von Arthur Schopenhauer, siehe Caroline Medon
- Caspar Richter (1944–2023), deutscher Dirigent
- Cerstin Richter-Kotowski (* 1962), deutsche Politikerin (CDU), MdA
- Charles Francis Richter (1900–1985), US-amerikanischer Seismologe
- Charlotte Richter-Peill (Pseudonym Charlotte Richter; * 1969), deutsche Schriftstellerin
- Christian Richter (Maler, 1587) (1587–1667), deutscher Maler
- Christian Richter (Baumeister, um 1625) (um 1625–1684), deutscher Baumeister
- Christian Richter (Baumeister, 1655) (1655–1722), deutscher Baumeister
- Christian Richter (Librettist), deutscher Librettist
- Christian Richter (Maler, 1678) (1678–1732), schwedischer Maler
- Christian Richter (Rechtsanwalt) (1941–2009), deutscher Anwalt
- Christian Richter (Schachspieler) (* 1978), deutscher Schachspieler
- Christian Friedrich Richter (Mediziner, 1676) (1676–1711), deutscher Mediziner, Pfarrer und Kirchenlieddichter
- Christian Friedrich Richter (Mediziner, 1744) (1744–1826), deutscher Mediziner
- Christian Gottlieb Richter (um 1700–nach 1763), deutscher Orgelbauer
- Christian Gottlob Richter (1745–1791), deutscher Jurist, Hochschullehrer und Philologe
- Christian Heinrich Richter (um 1680–1748), deutscher Orgelbauer
- Christiane Richter-Landsberg (* 1948), deutscher Neurobiologin und Hochschullehrerin
- Christine Richter (Grafikerin) (* 1951), deutsche Grafikerin
- Christine Richter (Schauspielerin) (* 1962), deutsche Schauspielerin
- Christine Richter (Schriftstellerin) (* 1953), deutsche Schriftstellerin
- Christine Richter (Journalistin) (* 1964), deutsche Journalistin
- Christine Richter-Nilsson, deutsche Dramaturgin und Übersetzerin
- Christoph Richter (Mediziner) (1624–1692), böhmischer Arzt und Chemiker
- Christoph Richter (Musikpädagoge) (1932–2020), deutscher Musikwissenschaftler und Musikdidaktiker
- Christoph Richter (Politiker) (* 1942), deutscher Tierarzt und Politiker (CDU)
- Christoph Richter (Musiker) (* 1957), deutscher Cellist und Hochschullehrer
- Christoph Adam von Richter (1751–1815), deutsch-baltischer Gouverneur
- Christoph Philipp Richter (1602–1673), deutscher Rechtswissenschaftler
- Claudia Richter (* 1962), deutsche Handballspielerin
- Claus Richter (Journalist) (* 1948), deutscher Journalist
- Claus Richter (Künstler) (* 1971), deutscher Künstler
- Clemens Richter (* 1952), deutscher Schriftsteller
- Conrad Richter (1890–1968), US-amerikanischer Schriftsteller
- Constantin Richter (1827–1910), deutscher Verwaltungsjurist, leitender Beamter des Reichsmarineamts
- Cornelia Richter (* 1970), österreichische evangelische Theologin und Hochschullehrerin
- Cornelie Richter (geb. Meyerbeer; 1842–1922), deutsche Salonière
- Cornelius Richter (1944–2014), deutscher Maler, Bildhauer und Kunstpädagoge
- Curt Herbert Richter (1898–1974), deutscher Zitherspieler und Komponist
- Curt P. Richter (1894–1988), US-amerikanischer Psychologe und Verhaltensforscher

### D
- Dagmar Richter (* 1961), deutsche Juristin und Hochschullehrerin
- Dan Richter (* 1968), deutscher Autor und Schauspieler
- Daniel Richter (Schauspieler) (* 1939), US-amerikanischer Schauspieler
- Daniel Richter (* 1962), deutscher Maler
- Daniel Richter (Fußballspieler) (* 2008), deutscher Fußballspieler
- Daniel Sambo-Richter (geb. Daniel Richter; * 1966), deutscher Maler und Bildhauer
- Daniel K. Richter (* 1954), US-amerikanischer Historiker
- Daniel Simon Richter (* 1971), deutscher Schriftsteller und Spieleautor
- David Richter der Ältere (1661–1735), schwedisch-deutscher Maler
- David Richter der Jüngere (1664–1741), schwedischer Maler
- David Richter (Theologe) (1688–1753), deutscher Theologe
- David Richter (Modellbauer) (1805–1876), deutscher Tischler, Erbauer von astronomischen Modellen und Apparaturen
- David Richter (Literaturwissenschaftler) (* 1945), kanadischer Literaturwissenschaftler
- David Richter (Schauspieler) (* 1967), deutsch-britischer Schauspieler und Produzent
- David Richter (Romanist) (* 1977), US-amerikanischer Romanist und Hochschullehrer
- David Richter (Psychologe), deutscher Psychologe und Hochschullehrer
- David Richter (Fußballspieler) (* 1999), deutscher Fußballtorhüter
- Detlef Richter (* 1956), deutscher Bobfahrer
- Dieter Richter (Geologe) (Dieter Max Richter; 1930–1997), deutscher Geologe
- Dieter Richter (* 1938), deutscher Literaturwissenschaftler und Schriftsteller
- Dieter Richter (Bühnenbildner), Bühnenbildner
- Dietmar Richter (Biochemiker) (* 1939), deutscher Biochemiker und Mikrobiologe
- Dietmar Richter-Reinick (1935–1997), deutscher Schauspieler
- Dietrich Richter (Leichtathlet) (* 1931), deutscher Leichtathlet
- Dietrich Richter (Politiker) (1932–2023), deutscher Politiker (NPD)
- Dirk Richter (* 1964), deutscher Schwimmer
- Dolly Richter-Hannes (1933–2022), deutsche Juristin
- Dora Richter (1892–nach 1939), Trans-Pionierin
- Dorothea Richter (* 1983), deutsche Basketballspielerin
- Dorothee Richter, deutsche Autorin, Kunsthistorikerin und Kuratorin für Zeitgenössische Kunst

### E
- E. A. Richter (Erich Alois Richter; * 1941), österreichischer Lyriker, Schriftsteller und Drehbuchautor
- Eberhard Richter (1942–2023), deutscher Philatelist und Herausgeber
- Edelbert Richter (1943–2021), deutscher Theologe und Politiker (DA, SPD, Die Linke)
- Edgar Richter (1882–1952), österreichischer Opernsänger
- Edith Richter-Schütt (* 1923), deutscher Politiker (DP), MdBB
- Édouard Frédéric Wilhelm Richter (1844–1913), französischer Maler
- Eduard von Richter (1790–1847), livländischer Verwaltungsjurist
- Eduard Richter (Sänger) (1834–1907), deutscher Opernsänger (Bariton)
- Eduard Richter (Schriftsteller) (1846–1893), österreichischer Schriftsteller
- Eduard Richter (1847–1905), österreichischer Geograph, Historiker und Alpinist
- Edwart Richter (1821–1898), österreichischer Historiker
- Egmont Richter (1868–1931), deutscher Schauspieler
- Egon Richter (Physiker) (1928–2020), deutscher Physiker und Hochschullehrer
- Egon Richter (Schriftsteller) (1932–2016), deutscher Journalist und Schriftsteller
- Egon Walter Richter, siehe Egon Richter (Physiker)
- Ekkehard Richter (General) (* 1937), deutscher Generalmajor
- Ekkehard Richter (Kirchenmusiker) (* 1937), deutscher Kirchenmusiker
- Elena Richter (* 1989), deutsche Bogenschützin
- Elias Richter (1597–1678), deutscher Geistlicher, Lehrer und Stadtschreiber
- Elisabeth Richter (1908–1988), deutsche Autorin, siehe Lise Gast
- Elisabeth Richter (Künstlerin) (* 1971), deutsche Künstlerin
- Elise Richter (1865–1943), österreichische Romanistin und Hochschullehrerin
- Elke Richter (Tischtennisspielerin) (* 1944), deutsche Tischtennisspielerin
- Elke Richter (Fußballspielerin) (* 1960), deutsche Fußballspielerin
- Ellen Richter (1891–1969), österreichische Schauspielerin und Filmproduzentin
- Elmar Richter (1945–2022), deutscher Veterinärmediziner, Pharmakologe und Toxikologe
- Emanuel Richter (* 1953), deutscher Politikwissenschaftler und Hochschullehrer
- Emil Richter (Kunsthändler), deutscher Kunsthändler
- Emil Richter (Kunstgärtner) (1823–1912), deutscher Gärtner
- Emil Richter (Mediziner) (1837–1916), deutscher Chirurg
- Emil Richter (Architekt) (1884–1969), deutscher Architekt
- Emil Richter (Schachspieler) (1894–1971), tschechischer Schachspieler
- Emil Richter (Bankmanager) (1897–1960), deutscher Bankmanager
- Emil Richter-Roland (1876–1948), österreichischer Theaterschauspieler, -regisseur und -direktor
- Emil Otto Richter  (1867–1941), deutscher Bildhauer, siehe Otto Richter (Bildhauer)
- Emil Otto Richter (1873–nach 1944), deutscher Politiker (SPD), MdL Sachsen, siehe Otto Richter (Politiker)
- Emil Theodor Richter (1801–1878), deutscher Maler
- Emma Richter (1888–1956), deutsche Paläontologin
- Emmy Köhler-Richter (1918–2013), deutsche Tänzerin und Choreografin
- Enrico Richter (* 1961), deutscher Boxer
- Erhard Richter (1927–2019), deutscher Lehrer und Heimatforscher
- Erich Richter, Pseudonym von Erwin Rieger (1889–1940), österreichischer Schriftsteller, Herausgeber und Übersetzer
- Erich Richter (Architekt), deutscher Architekt und Baubeamter
- Erich Richter (Journalist, 1908) (1908–1989), deutscher Widerstandskämpfer, Parteifunktionär (KPD/SED) und Journalist (Sachsen)
- Erich Richter (Fußballspieler) (* 1923), deutscher Fußballspieler
- Erich Richter (Journalist, 1923) (1923–2017), deutscher Journalist (Berlin)
- Erich Richter (Leichtathlet), deutscher Leichtathlet
- Erik Richter (1889–1981), deutscher Maler, Grafiker und Schachkomponist
- Erika Richter (Tischtennisspielerin) (1913–2000), deutsche Tischtennisspielerin
- Erika Richter (Köchin) (1935–2017), Kaltmamsell, Köchin und Kochbuchautorin
- Erika Richter (Dramaturgin) (1938–2020), deutsche Dramaturgin
- Ernst von Richter (1862–1935), deutscher Jurist und Politiker (DVP)
- Ernst Richter (Widerstandskämpfer) (1878/1879–1933), deutscher Widerstandskämpfer
- Ernst Richter (General) (1888–1962), deutscher General
- Ernst Richter (Filmarchitekt) (1890–1961), österreichischer Filmarchitekt
- Ernst Christian Albert Richter (1909–??), deutscher Forstwissenschaftler
- Ernst Friedrich Richter (1808–1879), deutscher Musikpädagoge, Komponist und Hochschullehrer
- Ernst H. Richter (1900–1959), deutscher Science-Fiction-Autor
- Ernst Hans Richter (1903–1978), österreichischer Komponist und Kapellmeister
- Ernst Heinrich Leopold Richter (1805–1876), deutscher Musikpädagoge und Komponist
- Ernst-Jürgen Richter (* 1951), deutscher Zahnmediziner und Hochschullehrer
- Ernst-Otto Richter (1896–1966), deutscher Sänger (Bariton)
- Ernst Theo Richter (1949–2002), deutscher Schauspieler, Regisseur und Sänger
- Ernst Wilhelm Richter (1802–1874), deutscher Lehrer und Schriftsteller
- Erwin Richter (1903–1960), deutscher Kunsthistoriker und Volkskundler
- Etha Richter (1883–1977), deutsche Bildhauerin
- Eugen Richter (1838–1906), deutscher Politiker und Publizist
- Eugen Richter (Politiker, 1883) (1883–1973), deutscher Ingenieur und Politiker
- Eva-Maria Richter (1932–2016), deutsche Grafikerin und Lyrikerin
- Evelyn Richter (1930–2021), deutsche Fotografin
- Ewald Richter (1925–2019), deutscher Philosoph

### F
- Falk Richter (* 1969), deutscher Regisseur, Autor und Übersetzer
- Federico Richter Fernandez-Prada (1922–2011), peruanischer Geistlicher, Erzbischof von Ayacucho o Huamanga
- Ferdinand Richter (Buchhändler) (1814–1875), deutscher Buchhändler und Verleger
- Ferdinand Richter, auch August Ferdinand Richter (1822–1903), deutscher Pfarrer und Politiker, Mitglied des Preußischen Abgeordnetenhauses
- Ferdinand Richter (Schauspieler) (1823–1902), deutscher Theaterschauspieler
- Ferdinand Richter (Biologe) (1849–1914), deutscher Bärtierchen-Forscher
- Ferdinand Richter (Politiker) (1885–1950), tschechischer Politiker und Widerstandskämpfer
- Ferdinand Tobias Richter (1651–1711), deutscher Komponist und Organist
- Florian Richter (* 1964), deutscher Regisseur, Drehbuchautor und Produzent
- Francis William Richter (1888–1938), US-amerikanischer Pianist, Organist, Komponist und Musikpädagoge österreichischer Familienherkunft
- Frank Richter (Fußballspieler) (* 1952), deutscher Fußballspieler
- Frank Richter (Leichtathlet) (* 1956), deutscher Sprinter
- Frank Richter (Politiker) (* 1960), deutscher Politiker und Theologe
- Frank Richter (Künstler) (* 1963), deutscher Künstler
- Frank Richter (Ruderer) (* 1964), deutscher Ruderer
- Frank Richter (Bürgerrechtler) (* 1966), deutscher Gewerkschafter und Bürgerrechtler
- Frank-Arno Richter (* 1959), Polizeipräsident in Essen/Mülheim an der Ruhr
- Frank-Dietmar Richter (* 1944), deutscher Forstmann
- Frank K. Richter (* 1979), deutscher Maler, Zeichner und Fotograf
- Franz Richter (Politiker, I), österreichischer Richter und Politiker, Reichsratsmitglied
- Franz Richter (Industrieller) (1810–1861), österreichischer Unternehmer
- Franz Richter (Politiker, II), böhmisch-österreichischer Politiker, Mitglied des Abgeordnetenhauses
- Franz Richter (Politiker, III), niederösterreichischer Politiker, Mitglied des Abgeordnetenhauses
- Franz Richter (Priester) (1845–1930), deutscher Priester und Politiker (Zentrum)
- Franz Richter (Altphilologe) (1882–1917), deutscher Klassischer Philologe und Religionswissenschaftler
- Franz Richter (Landrat) (1882–1965), deutscher Landrat
- Franz Richter (Politiker, 1905) (1905–1973), österreichischer SS-Führer und Politiker (NSDAP), MdR
- Franz Richter, Aliasname von Fritz Rößler (1912–1987), deutscher Politiker (NSDAP, DRP, SRP)
- Franz Richter (Schriftsteller) (1920–2010), österreichischer Lehrer und Schriftsteller
- Franz Richter (Fußballspieler) (1928–2019), deutscher Fußballspieler
- Franz Richter Herf (1920–1989), österreichischer Komponist
- Franz Ferdinand Richter (1693–??), schlesischer Maler
- Franz Joseph Richter (1801–1863), badischer Jurist und Politiker
- Franz Lorenz Richter (1722–1785), österreichischer Orgelbauer
- Franz Xaver Richter (1709–1789), mährischer Komponist
- Franz Xaver Richter von Binnenthal (1759–1840), österreichischer General und Militärgeograph
- Franz Xaver Johann Richter (1783–1856), mährischer Priester, Historiker und Bibliothekar
- Friederika Richter (* 1931), österreichische Malerin und Autorin
- Fridolin Richter (* 1977), deutscher Schauspieler
- Friedrich Richter (Architekt) (1808–1868), deutschbaltisch-russischer Architekt, Restaurator und Hochschullehrer
- Friedrich Richter (Heimatdichter) (Pseudonym Friedrich Stromberg; 1811–1865), deutscher Pfarrer und Heimatdichter
- Friedrich Richter (Politiker) (1825–1878), österreichischer Politiker und Landtagsabgeordneter
- Friedrich Richter (Admiral) (1873–1922), deutscher Vizeadmiral
- Friedrich Richter (Schauspieler) (1894–1984), deutscher Schauspieler
- Friedrich Richter (Chemiker) (1896–1961), deutscher Chemiker
- Friedrich Richter (Architekt, 1909) (1909–1991), deutscher Architekt
- Friedrich Anton Richter (1787–1850), deutscher Verwaltungsjurist
- Friedrich Wilhelm Richter (Geistlicher) (1727–1791), deutscher Geistlicher und Pädagoge
- Friedrich Wilhelm Richter (Politiker, I), deutscher Politiker, MdL Sachsen
- Friedrich Wilhelm Richter (Politiker, 1878) (1878–1946), deutscher Verwaltungsbeamter und Politiker, Minister in Sachsen
- Fritz von Richter (1879–1917), deutscher Verwaltungsbeamter
- Fritz Richter (Maler) (1904–1981), deutscher Grafiker und Maler
- Fritz Richter-Elsner (1884–1970), bildender Künstler
- Fritz Waldemar Richter (Pseudonym Donald O. Fexer; 1884–1921), schwedischer Kriminalschriftsteller

### G
- Gedeon Richter (1872–1944), ungarischer Apotheker und Industrieller
- Georg Richter (Jurist) (1592–1651), deutscher Jurist und Hochschullehrer
- Georg Richter (Fabrikant) (1830–1902), deutscher Fabrikant
- Georg Richter (Politiker, 1853) (1853–1925), deutscher Jurist, Oberbürgermeister von Frankfurt (Oder)
- Georg Richter (Architekt) (1859–1931), deutscher Architekt
- Georg Richter (Bauunternehmer) (1883–nach 1971), deutscher Bauunternehmer
- Georg Richter (Fußballspieler) (1887/1888–1977), deutscher Fußballspieler
- Georg Richter (Politiker, 1891) (1891–1967), deutscher  Gewerkschafter und Politiker (SPD), MdL Nordrhein-Westfalen
- Georg Richter (Ruderer) (1905–1995), deutscher Ruderer
- Georg Richter (Schauspieler) (1915–1972), deutsch-norwegischer Schauspieler
- Georg Richter (Filmproduzent), deutscher Filmproduzent
- Georg Richter-Lößnitz (1891–1938), deutscher Maler und Radierer
- Georg August Richter (1778–1832), deutscher Mediziner
- Georg Friedrich Richter (1691–1742), deutscher Mathematiker, Ethnologe und Politikwissenschaftler
- Georg Gottlob Richter (1694–1773), deutscher Mediziner
- Georg Siegmund von Richter (1645–1711), deutscher Hofbeamter
- Georg Wilhelm Richter (1759–1815), deutscher evangelischer Theologe
- George Wilhelm Richter (1735–1800), deutscher Weinhändler und Kaffeehausbetreiber
- Gerd Richter (Bühnenbildner) (1903–1979), deutscher Bühnenbildner
- Gerd Richter (* 1927), deutscher Fußballspieler, siehe Gerhard Richter (Fußballspieler, 1927)
- Gerd Richter (Politiker) (* 1963), deutscher Politiker (CDU), MdL Sachsen
- Gerd Richter (Tischtennisspieler) (* 1974), deutscher Tischtennisspieler
- Gerenot Richter (1926–1991), deutscher Grafiker und Hochschullehrer
- Gerhard Richter (General) (1885–1950), deutscher Generalmajor
- Gerhard Richter (Bibliothekar) (1898–1966), deutscher Bibliothekar
- Gerhard Richter (Politiker), deutscher Politiker (LDP), MdL Sachsen-Anhalt
- Gerhard Richter (Kreisrat) (1910–1978), Kreisrat aus Babenhausen und Träger des Verdienstordens der Bundesrepublik Deutschland
- Gerhard Richter (Kirchenhistoriker) (1915–2012/2013), deutscher Kirchenhistoriker und Hochschullehrer für Geschichte der Theologie des christlichen Ostens
- Gerhard Richter (Fußballspieler, 1916) (1916–1995), deutscher Fußballspieler
- Gerhard Richter (Wirtschaftswissenschaftler) (1920–2014), deutscher Wirtschaftswissenschaftler
- Gerhard Richter (Fußballspieler, 1927) (* 1927), deutscher Fußballspieler
- Gerhard Richter (Botaniker) (1929–2015), deutscher Biologe, Botaniker und Hochschullehrer
- Gerhard Richter (* 1932), deutscher Maler, Bildhauer und Fotograf
- Gerhard Richter (Landschaftsarchitekt) (* 1936), deutscher Landschaftsarchitekt
- Gerhard Richter (Literaturwissenschaftler) (* 1967), deutscher Germanist und Komparatist
- Gerhard Richter-Bernburg (1907–1990), deutscher Geologe
- Gerold Richter (Astronom) (Gerold A. Richter; * 1929), deutscher Astrophysiker und Astronom
- Gerold Richter (Architekt) (1943–2021), deutscher Architekt und Hochschullehrer
- Gert Richter (Dramaturg) (1929–2017), deutscher Schauspieldramaturg, Schriftsteller und Journalist
- Gert Richter (Historiker) (1933–2015), deutscher Historiker und Verleger
- Gertrud Sander-Richter (1918–nach 1956), deutsche Schauspielerin
- Gisela Richter (Malerin) (1940–2008), deutsche Malerin und Grafikerin
- Gisela Richter-Rostalski (1927–2013), deutsche Hörspiel- und Drehbuchautorin
- Gisela Richter-Thiele (1916–2000), deutsche Bildhauerin
- Gisela M. A. Richter (1882–1972), deutschamerikanische Klassische Archäologin
- Gottfried Richter (Orgelbauer) (1643–1717), deutscher Orgelbauer
- Gottfried Richter (Maler) (1904–1968), deutscher Maler und Grafiker
- Gottfried Richter (Schauspieler) (* 1947), deutscher Schauspieler
- Gottfried Uwe Richter (1930–1977), deutscher Zeichner und Grafiker
- Gotthard Richter (1929–2023), deutscher Bildhauer
- Gotthelf Ehrenfried Richter (1759–1826), preußischer Gutsbesitzer und Beamter
- Gotthold Ludwig Richter (1903–2002), deutscher Komponist und Hochschullehrer
- Gottlieb Richter (1742–1812), deutscher Chirurg, siehe August Gottlieb Richter
- Götz Martin Richter, deutscher Radiologe
- Götz R. Richter (1923–2016), deutscher Schriftsteller
- Gregor Richter (Oberpfarrer) (1560–1624), deutscher lutherischer Geistlicher und Theologe
- Gregor Richter (Archidiakon) (1563–1636), deutscher lutherischer Geistlicher und Kantor
- Gregor Richter (Domkapitular) (1874–1945), deutscher römisch-katholischer Geistlicher und Theologe
- Gregor Richter (Soziologe) (* 1969), deutscher Soziologe
- Gregor Vinzenz Richter (1927–2002), deutscher Archivar
- Guido Richter (1859–1940), deutscher Maler
- Gunnar Richter (* 1953), deutscher Pädagoge und Historiker
- Günter Richter (Maler) (* 1933), deutscher Maler
- Günter A. Richter (1927–2014), deutscher Kunsthändler, Autor, Herausgeber und Verleger
- Günther Richter (* 1942), österreichischer Schriftsteller
- Gustav Richter (Maler) (1823–1884), deutscher Maler
- Gustav Richter (Politiker, 1827) (1827–vor 1903), deutscher Unternehmer und Politiker (DFP), MdR
- Gustav Richter (Politiker, 1833) (1833–1884), deutscher Politiker (DRP), MdR
- Gustav Richter (Historiker) (1838–1904), deutscher Historiker
- Gustav Richter (Politiker, 1857) (1857–1946), österreichischer Politiker
- Gustav Richter (Politiker, 1868) (Albert Max Gustav Richter; 1868–1941), deutscher Politiker (SPD), MdL Baden
- Gustav Richter (Journalist, 1874) (auch Gustaf Richter; 1874–1939), deutscher Journalist
- Gustav Richter (Journalist, 1884) (1884–1968), deutscher Journalist
- Gustav Richter (Widerstandskämpfer) (1890–1942), deutscher Arbeiterfunktionär und Widerstandskämpfer
- Gustav Richter (Politiker, 1897) (1897–1996), deutscher Verwaltungsjurist
- Gustav Richter (Arabist) (1906–1939), deutscher Arabist
- Gustav Richter (Physiker) (1911–1999), deutscher Physiker
- Gustav Richter (SS-Mitglied) (1912–1997), deutscher SS-Sturmbannführer und Judenreferent
- Gustav Adolf Richter (1847–1920), österreichischer Architekt
- Gustav Joseph Richter (1854–1930), österreichischer Komponist
- Gustav Reinhold Richter (1817–1903), deutscher Politiker

### H
- Hannes Richter, Pseudonym von Peter Walther Andreas-Dränert (1900–1979), deutscher Schriftsteller
- Hanns Richter-Meinhold (1890–1981), deutscher Ingenieur, Montanwissenschaftler und Hochschullehrer
- Hans Richter (Dirigent) (1843–1916), österreichisch-ungarischer Dirigent
- Hans Richter (Notar) (1876–1955), deutscher Notar
- Hans Richter, Pseudonym von Hans Jonak von Freyenwald (1878–1953), österreichischer Ministerialrat und antisemitischer Publizist
- Hans Richter (Tiermediziner) (1880–1946), Veterinär und Tieranatom
- Hans Richter (Architekt, 1882) (1882–1971), deutscher Architekt
- Hans Richter (Richter) (1885–1954), deutscher Jurist
- Hans Richter (Dadaist) (1888–1976), deutscher Maler, Graphiker, Kunstschriftsteller und Filmkünstler
- Hans Richter (Schriftsteller) (1889–1941), deutscher Schriftsteller
- Hans Richter (Gleitflugpionier) (Pseudonym Ernin; 1891–1945), deutscher Pilot und Varietékünstler
- Hans Richter, Pseudonym von Hans Riehl (Sozialwissenschaftler) (1891–1965), österreichischer Nationalökonom, Soziologe und Kunsthistoriker
- Hans Richter (Maler) (1891–1977), deutscher Aquarellmaler und Zeichner
- Hans Richter (SS-Mitglied) (1903–1972), deutscher Staatsbeamter und SS-Führer
- Hans Richter (Physiker, 1904) (1904–nach 1969), deutscher Physiker und Hochschullehrer
- Hans Richter (Politiker) (1905–1962), deutscher Journalist, Publizist und Politiker (NSDAP)
- Hans Richter (Mathematiker) (1912–1978), deutscher Mathematiker
- Hans Richter (Schauspieler, 1919) (1919–2008), deutscher Schauspieler und Regisseur
- Hans Richter (Geograph) (1924–2012), deutscher Geograph
- Hans Richter (Architekt, 1925) (1925–2016), deutscher Architekt
- Hans Richter (Maler, 1926) (1926–2015), deutscher Maler und Grafiker
- Hans Richter (Zivilrechtler) (1926–2017), deutscher Jurist und Hochschullehrer
- Hans Richter (Literaturwissenschaftler) (1928–2017), deutscher Germanist und Herausgeber
- Hans Richter (Diplomat) (1930–1978), deutscher Diplomat
- Hans Richter (Bildhauer) (1931–2014), deutscher Bildhauer
- Hans Richter (Mediziner) (* 1937), deutscher Chirurg
- Hans Richter (Jurist), deutscher Jurist und Richter
- Hans Richter (Physiker, 1940) (* 1940), deutscher Physiker
- Hans Richter (Schauspieler, 1943) (* 1943), deutsch-österreichisch-italienischer Schauspieler
- Hans Richter (Staatsanwalt) (* 1947), deutscher Staatsanwalt (Wirtschaftsstrafrecht)
- Hans Richter (Fußballspieler) (1959–2023), deutscher Fußballspieler
- Hans Richter (Schauspieler, 1961) (* 1961), deutscher Schauspieler
- Hans Richter-Damm (1881–1937), deutscher Maler
- Hans Richter-Haaser (1912–1980), deutscher Pianist
- Hans Alfred Richter (1877–nach 1928), deutscher Architekt
- Hans-Günther Richter (1933–2015), deutscher Hochschullehrer für heilpädagogische Kunsterziehung/Kunsttherapie
- Hans-Hermann Richter (* 1944), deutscher Maler
- Hans-Jürgen Richter (1941–2004), deutscher Philosoph
- Hans Jürgen Richter (* 1948), deutscher Politiker (SPD), MdL
- Hans Peter Richter (1925–1993), deutscher Autor
- Hans-Peter Richter (* 1945), deutscher Physiologe, Biochemiker und Hochschullehrer
- Hans Rudolf Richter (Architekt) (1901–1953), österreichischer Architekt
- Hans Rudolf Richter (Maler) (1920–?), österreichischer Maler
- Hans Theo Richter (1902–1969), deutscher Maler
- Hans-Theo Richter (1926–2006), deutscher Maler des Expressionismus
- Hans Werner Richter (1908–1993), deutscher Schriftsteller
- Hans Woldemar Richter (* 1862), deutscher Jurist und höherer sächsischer Staatsbeamter
- Harald Richter (Agrarwissenschaftler) (1902–1981), deutscher Agrarwissenschaftler
- Harald Richter (Badminton) (* 1945), deutscher Badmintonspieler
- Harald Richter (Schauspieler), deutscher Schauspieler
- Harald Richter (Regisseur) (* 1970), deutscher Theaterregisseur
- Harry Richter (General) (* 1953), deutscher General
- Harry E. Richter (1847–1911), US-amerikanischer Politiker
- Hartmut Richter (* 1948), deutscher Fluchthelfer
- Haymo Richter (* 1936), deutscher Journalist und Heimatschützer
- Hedwig Richter (* 1973), deutsche Historikerin
- Heide Richter-Airijoki (* 1955), deutsche Politikerin (SPD), MdL
- Heidrun Richter (* 1942), deutsche Kunstpädagogin
- Heike Richter-Karst (* 1960), deutsche Produzentin
- Heiko Richter (* 1969), deutscher Fußballspieler
- Heinrich Richter (Schauspieler) (1820–1896), deutscher Schauspieler, Regisseur und Hochschullehrer
- Heinrich Richter (Verleger) (1830–1890), deutscher Musiker und Verleger
- Heinrich Richter (Architekt) (1876–nach 1929), deutscher Architekt
- Heinrich Richter (Politiker) (1887–1961), deutscher Politiker (SPD)
- Heinrich Richter (Prähistoriker) (1895–1971), deutscher Prähistoriker
- Heinrich Richter (Priester) (1898–1945), deutscher katholischer Geistlicher
- Heinrich Richter (Maler) (1920–2007), deutscher Maler und Grafiker
- Heinrich Richter-Berlin (eigentlich Heinrich C. Richter; 1884–1981), deutscher Maler
- Heinrich Richter-Brohm (1904–1994), deutscher Manager
- Heinrich Ferdinand Richter (1799–1832), deutscher Philosoph
- Heinrich Hermann Richter (1861–1933), böhmisch-österreichischer Textilunternehmer
- Heinrich Moriz Richter (1841–1923), österreichischer Kulturhistoriker, Hochschullehrer und Journalist
- Heinrich Wenzeslaus Richter (1653–1696), österreichischer Missionar
- Heinz Richter (Jurist) (1903–1974), deutscher Jurist und SS-Obersturmbannführer
- Heinz Richter (Ingenieur) (1909–1971), deutscher Ingenieur und Autor
- Heinz Richter (Radsportler) (* 1947), deutscher Radsportler
- Heinz Richter (Kameramann), deutscher Kameramann
- Heinz A. Richter (1939–2024), deutscher Historiker und Hochschullehrer
- Heinz-Dieter Richter (* 1951), deutscher Violinist
- Helene Richter (Malerin) (1834–1913), deutsche Genremalerin in Rom
- Helene Richter (Anglistin) (1861–1942), österreichische Anglistin, Theaterwissenschaftlerin und Theaterkritikerin
- Helene Richter (Biologin) (* 1982), deutsche Biologin und Hochschullehrerin für Verhaltensbiologie und Tierschutz
- Hellmut Richter (1934–2017), deutscher Städteplaner, Ministerialrat und Fachautor
- Helmut Richter (General) (1891–1977), deutscher General
- Helmut Richter (Jurist, 1906) (1906–2008), deutscher Jurist
- Helmut Richter (Innenarchitekt) (1908–1992), deutscher Innenarchitekt
- Helmut Richter (Künstler) (1909–1994), deutscher Künstler
- Helmut Richter (Jurist, 1921) (* 1921), deutscher Agrar-/Wasserrechtler und Hochschullehrer
- Helmut Richter (Schriftsteller) (1933–2019), deutscher Lyriker, Schriftsteller und Textdichter
- Helmut Richter (Literaturwissenschaftler) (1934–2018), deutscher Germanist und Literaturwissenschaftler
- Helmut Richter (Linguist) (1935–2012), deutscher Linguist und Hochschullehrer
- Helmut Richter (Architekt) (1941–2014), österreichischer Architekt
- Helmut Richter (Pädagoge, 1943) (* 1943), deutscher Pädagoge, Hochschullehrer und Basketballtrainer
- Helmut Richter (Archivar) (* 1944), deutscher Archivar, Bibliothekar und Museumsleiter
- Helmut Richter (Pädagoge, 1955) (* 1955), deutscher Berufspädagoge und Gitarrist
- Helmut Fritz Richter (1931–1991), deutscher Mediziner und Hochschullehrer
- Helmuth Richter (1892–1972), deutscher Generalarzt
- Hendrik Richter (* 1969), deutscher Ingenieur und Hochschullehrer für Regelungstechnik
- Henriette Richter-Röhl (* 1982), deutsche Schauspielerin
- Henry Richter (Geistlicher) (1838–1916), deutscher Bischof in den Vereinigten Staaten
- Henry Constantine Richter (1821–1902), britischer Illustrator
- Herbert Richter (Schauspieler) (1898–nach 1965), deutscher Schauspieler
- Herbert Richter (Diplomat) (1899–2001), deutscher Diplomat
- Herbert Richter (Architekt) (1901–1944), deutscher Architekt und Widerstandskämpfer
- Herbert Richter (Chemiker) (1933–2018), deutscher Chemiker und Politiker (SED, PDS)
- Herbert Richter (Kletterer) (* 1935), deutscher Kletterer
- Herbert Richter (Radsportler) (* 1947), deutscher Radsportler
- Hermann Richter (Maler) (1875–1941), deutsch-amerikanischer Maler
- Hermann Richter (Jurist) (1887–nach 1936), deutscher Jurist und Schriftsteller
- Hermann Richter (Fußballspieler), deutscher Fußballspieler
- Hermann Richter (Bildhauer) (1894–1942), deutscher Bildhauer
- Hermann Richter (Komponist) (1896–1941), österreichischer Komponist der Marschmusik, Kapellmeister
- Hermann Richter (Manager) (1903–1982), deutscher Volkswirt und Industriemanager
- Hermann Richter (Mediziner) (1915–1945?), österreichischer Mediziner und SS-Obersturmbannführer
- Hermann Richter (Politiker), deutscher Politiker (NDPD), MdV
- Hermann August Richter (1842–1911), deutscher Architekt
- Hermann Eberhard Friedrich Richter (1808–1876), deutscher Mediziner
- Hermann-Josef Richter (* 1944), deutscher Politiker (CDU)
- Hermann Theodor Richter (1894–1943), deutscher Bildhauer
- Hertha Richter-Appelt (* 1949), Psychologin und Sexualforscherin
- Hieronymus Richter (1837–1899), deutscher Maler
- Horst Richter (SS-Mitglied) (1921–ca. 2015), deutscher SS-Offizier und verurteilter Kriegsverbrecher
- Horst Richter (Schauspieler) (1923–2011), deutscher Schauspieler
- Horst Richter (Kunstkritiker) (1926–2018), deutscher Kunstkritiker, Journalist und Autor
- Horst Richter (Handballspieler) (1929–2016), deutscher Handballspieler
- Horst Richter (Wirtschaftswissenschaftler) (1931–2021), deutscher Wirtschaftswissenschaftler und Hochschullehrer
- Horst-Eberhard Richter (1923–2011), deutscher Psychoanalytiker, Sozialphilosoph und Autor
- Hubert Richter (Archivar) (1882–1948), deutscher Archivar, Bibliothekar und Historiker
- Hubert Richter (Musiker) (1883–1953), österreichischer Pianist, Dirigent, Chorleiter und Komponist
- Hugo Richter (Buchhändler) (1841–1921), deutscher Buchhändler, Gründer der Davoser Zeitung
- Hugo Richter (Gärtner) (1853–1937), Gartendirektor in Breslau
- Hugo Richter-Lefensdorf (1853–1904), deutscher Maler und Radierer

### I
- Ildephons Richter, deutscher Kulturfunktionär
- Ilja Richter (* 1952), deutscher Schauspieler und Fernsehmoderator
- Ilona Richter (Politikerin), deutsche Politikerin (SED), MdV
- Ilona Richter (* 1953), deutsche Ruderin
- Ines Saborowski-Richter (* 1967), deutsche Politikerin (CDU), MdL, siehe Ines Saborowski
- Ingo Richter (* 1936), deutscher Mediziner und Politiker (SPD)
- Ingo K. Richter (* 1938), deutscher Rechtswissenschaftler
- Ingrid Richter-Wendel (* 1933), deutsche Schauspielerin
- Irmgard Richter (1902–1931), deutsche Schauspielerin
- Isabel Richter (* 1968), deutsche Historikerin
- Isolde Richter (* 1949), deutsche Heilpraktikerin

### J
- Jacques Richter (* 1954), Schweizer Architekt
- Ján Richter (* 1956), slowakischer Politiker
- Jan Friedrich Richter (* 1969), deutscher Kunsthistoriker
- Janina Richter (* 1955), deutsche Synchronsprecherin und Schauspielerin
- Jason James Richter (* 1980), US-amerikanischer Schauspieler und Musiker
- Jean Paul Friedrich Richter, bekannt als Jean Paul (1763–1825), deutscher Schriftsteller
- Jean Paul Richter (Kunsthistoriker) (1847–1937), deutscher Kunsthistoriker
- Jeremias Benjamin Richter (1762–1807), deutscher Chemiker
- Jessica Richter (* 1985), deutsche Schauspielerin
- Joachim Richter (General) (auch Emmes Richter; 1929–1998), deutscher Generalleutnant
- Joachim Richter (Chemiker) (* 1937), deutscher Chemiker
- Joachim Richter (Pharmazeut) (1926–2022), deutscher Pharmazeut
- Joachim Richter (Politiker) (1941–2000), deutscher Politiker (SPD), MdV, MdL
- Jochen Richter (Wissenschaftshistoriker) (1934–2011), deutscher Wissenschaftshistoriker
- Jochen Richter (Regisseur) (* 1941), deutscher Regisseur, Drehbuchautor, Kameramann und Produzent
- Joey Richter (* 1989), US-amerikanischer Schauspieler und Sänger
- Johann Richter (Astronom) (1537–1616), deutscher Mathematiker und Astronom
- Johann Richter (Maler) (1749–nach 1815), österreichischer Maler
- Johann von Richter († 1940), österreichischer Generalmajor
- Johann Richter (Fußballspieler), österreichischer Fußballspieler
- Johann Richter (Politiker) (* 1951), österreichischer Politiker (FPÖ), Landtagsabgeordneter
- Johann Abraham Richter († 1737), deutscher königlich-polnischer und kurfürstlich-sächsischer Beamter
- Johann Adam Richter (1733–1813), deutscher Zimmermann und Baumeister
- Johann Adolph Richter (1682–1768), deutscher Architekt
- Johann August Richter (um 1695–nach 1743), deutscher Kartograf
- Johann Carl Richter (1759–1838), deutscher Zeichner und Kupferstecher
- Johann Carl August Richter (1785–1853), deutscher Zeichner und Grafiker
- Johann Caspar Richter (1708–1770), deutscher Kaufmann und Ratsherr
- Johann Christian Richter (Musiker) (1689–1744), deutscher Oboist
- Johann Christian Gottlieb Richter (1766–1840), deutscher Pfarrer und Lehrer
- Johann Christoph Richter (Ratsherr) (1689–1751), deutscher Handels- und Ratsherr
- Johann Christoph Richter (Musiker) (1700–1785), deutscher Komponist und Kapellmeister
- Johann Christoph Richter (Kaufmann) (1734–1801), deutscher Kaufmann und Kommunalpolitiker
- Johann Friedrich Richter (Kunstsammler) (1729–1784), deutscher Kaufmann und Kunstsammler
- Johann Friedrich Richter (Lehrer) (1794–1853), deutscher Lehrer
- Johann Georg Richter (1727–1780), deutscher Gelehrter
- Johann Georg Leberecht Richter (1763–1840), kurländischer Generalsuperintendent zu Mitau
- Johann Gottfried Richter (Autor) (1762–1791), deutscher Lehrer und Autor
- Johann Gottfried Richter (Journalist) (1763–1829), deutscher Journalist und Übersetzer
- Johann Gottfried Ohnefalsch Richter (1703–1765), deutscher Pfarrer und Historiker
- Johann Gotthelf Richter (1778–1839), deutscher Jurist
- Johann Heinrich Richter (Drucker) (1654–1734), deutscher Drucker
- Johann Heinrich Richter (Schriftsteller) (1778–1846), deutscher Schriftsteller
- Johann Heinrich Richter (Theologe) (1799–1847), deutscher Theologe
- Johann Heinrich Richter (Maler) (1803–1845), deutscher Maler
- Johann Jakob Richter (1789–1874), Schweizer Kaufmann, Unternehmer
- Johann Julius Richter, Geburtsname von Hans Marr (Schauspieler) (1878–1949), deutscher Schauspieler und Regisseur
- Johann Moritz Richter (Architekt, 1620) (1620–1667), deutscher Architekt und Radierer
- Johann Moritz Richter (Architekt, 1647) (1647–1705), deutscher Architekt und Stadtplaner
- Johann Paul Friedrich Richter, bekannt als Jean Paul (1763–1825), deutscher Schriftsteller
- Johann Rudolf Heinrich Richter (1748–1810), deutscher Architekt, Baubeamter und Maler
- Johann Sophian Christian Richter (1875–1951), deutscher Politiker (Zentrum)
- Johann Stephan Richter (1780–1857), deutscher Verleger und Buchdrucker
- Johann Thomas Richter (1728–1773), deutscher Kunst- und Altertumssammler
- Johann Tobias Richter (1715–1780), deutscher Jurist und Hochschullehrer
- Johann Zacharias Richter (1696–1764), deutscher Kaufmann und Ratsherr
- Johanna Richter (Sängerin) (1858–1943), deutsche Opernsängerin (Sopran)
- Johanna Richter (Politikerin) (1871–1943), deutsche Politikerin (DNVP)
- Johanna Richter (Choreografin), deutsche Tänzerin und Choreografin
- Johannes Richter (1537–1616), deutscher Mathematiker, Astronom und Instrumentenmacher; siehe Johann Richter (Astronom)
- Johannes Richter (Architekt) (1842–1889), deutscher Architekt
- Johannes Richter (General) (1863–1918), sächsischer Generalmajor
- Johannes Richter (1878–1955), deutscher Komponist, siehe Johannes Richardy
- Johannes Richter (Tiermediziner) (1878–1943), deutscher Tierarzt
- Johannes Richter (Pädagoge) (1882–1944), deutscher Pädagoge und Hochschullehrer
- Johannes Richter (Schriftsteller) (Pseudonyme Maximilian Lahr und Hans Richter; 1889–1941), deutscher Schriftsteller und Journalist
- Johannes Richter (Politiker) (1895–1970), deutscher Politiker (SPD)
- Johannes Richter (Prähistoriker) (1928–2014), deutscher Prähistoriker und Museumsdirektor
- Johannes Richter (Theologe) (1934–2004), deutscher evangelisch-lutherischer Theologe und Autor
- Johannes Richter (Sozialpädagoge), deutscher Sozialpädagoge und Hochschullehrer
- Johannes Richter (Physiker) (* 1951), deutscher theoretischer Physiker
- Johannes Richter (Basketballspieler) (* 1993), deutscher Basketballspieler
- Johannes Karl Richter (* 1927), deutscher Regierungsdirektor, Leiter der Landeszentrale für politische Bildungsarbeit
- John H. Richter (1901–1976), austroamerikanischer Agrarökonom
- Jolanda Richter (* 1971), niederländisch-österreichische Malerin und Grafikerin
- Jonas Richter (* 1997), deutscher Basketballspieler
- Jonathan Richter (* 1985), dänischer Fußballspieler
- Jonti Richter (* 1983), australischer Fußballspieler
- Jördis Richter (* 1986), deutsche Schauspielerin
- Jörg Richter (1939–2018), deutscher Politiker (SPD), Bezirksbürgermeister von Berlin-Pankow (1992–1999)
- Jörg Richter (Schauspieler) (* 1966), deutscher Regisseur, Drehbuchautor und Schauspieler
- Jörg Johannes Richter (1937–2024), deutscher Bodenphysiker
- Josef Richter (Musiker, 1849) (1849–1925), österreichischer Hornist und Komponist
- Josef Richter (Musiker, 1874) (1874–1933), österreichischer Pianist und Bahnbeamter
- Josef Richter (Maler) (1934–2016), deutscher Maler
- Joseph Richter (Schriftsteller) (1749–1813), österreichischer Schriftsteller
- Joseph Richter (Organist) (1815–1861), österreichischer Organist, Komponist und Musiklehrer
- Joseph Richter-Mackenstein (* 1977), deutscher Psychologe, Motopäde und Hochschullehrer
- Judith Richter (* 1978), deutsche Schauspielerin
- Julia Richter (Schauspielerin) (* 1970), deutsche Schauspielerin
- Julia Richter (Ruderin) (* 1988), deutsche Ruderin
- Julia Richter (Skilangläuferin) (* 1997), deutsche Skilangläuferin
- Julia Richter (Leichtathletin) (* 1999), deutsche Geherin
- Julia Charlotte Richter (* 1982), deutsche Künstlerin
- Julia Franz Richter (* 1991), österreichische Schauspielerin
- Julien Richter (* 1999), deutscher Fußballspieler
- Julius Richter (Philologe) (1816–1877), deutscher Klassischer Philologe und Gymnasiallehrer
- Julius Richter (Bankier) (1836–1909), deutscher Bankier und Unternehmer
- Julius Richter (Theologe) (1862–1940), deutscher Theologe und Missionswissenschaftler
- Julius Richter, böhmischer Industrieller, Mitinhaber von Richter & Co.
- Julius Richter (Politiker), deutscher Politiker (DDR-CDU)
- Julius Wilhelm Otto Richter (1839–1924), deutscher Pädagoge
- Julius Wilhelm Theophil von Richter (1808–1892), deutschbaltischer Theologe
- Jürg Richter (* 1963), Schweizer Numismatiker
- Jürgen Richter (Manager, 1941) (* 1941), deutscher Verlagsmanager
- Jürgen Richter (Badminton) (* 1953), deutscher Badmintonspieler
- Jürgen Richter (Manager, 1956) (* 1956), deutscher ehemaliger Geschäftsführer eines Kreisverbands der Arbeiterwohlfahrt
- Jürgen Richter (Archäologe) (* 1958), deutscher Prähistorischer Archäologe und Hochschullehrer
- Jürgen Richter (Animator) (* 1961), deutscher Animator und Regisseur
- Jürgen Richter-Gebert (* 1963), deutscher Mathematiker und Hochschullehrer
- Jutta Richter (* 1955), deutsche Autorin

### K
- Kai Richter (* 1969), deutscher Bildhauer
- Kamila B. Richter (* 1976), tschechisch-deutsche Medienkünstlerin
- Karel Richter (Eishockeyspieler) (* 1991), tschechischer Eishockeyspieler
- Karel Richter (Politiker) (1862–1942), tschechischer Politiker
- Karel Richter (Schauspieler) (1926–2022), tschechischer Schauspieler
- Karel Richard Richter (1912–1941), sudetendeutscher Spion
- Karin Richter (Literaturwissenschaftlerin) (1943–2022), deutsche Germanistin und Literaturwissenschaftlerin
- Karin Enke-Richter (* 1961), deutsche Eisschnellläuferin, siehe Karin Enke
- Karl Richter (Geistlicher) (1804–1869), deutscher Priester und Pädagoge
- Karl Richter (Politiker, 1810) (1810–1895), deutscher Politiker (NLP), MdL Baden
- Karl Richter (Industrieller) (1829–1893), deutscher Montanindustrieller und Politiker
- Karl Richter (Autor) (1837–nach 1904), deutscher Pädagoge und Schriftsteller
- Karl Richter (Botaniker) (1855–1891), österreichischer Botaniker
- Karl Richter (Apotheker) (1866–1927), österreichischer Apotheker und Politiker
- Karl Richter (Politiker, 1875) (1875–1935), österreichischer Politiker (SDAP)
- Karl Richter (Sportschütze) (1876–1959), schwedischer Sportschütze
- Karl Richter (Philologe) (1885–??), österreichischer Philologe und Übersetzer
- Karl Richter (Turner) (1887–1918), deutscher Turner
- Karl Richter (Bakteriologe) (Karl Friedrich Wilhelm; 1897–1937), deutscher Bakteriologe und Hochschullehrer
- Karl Richter (Agrarwissenschaftler) (1899/1900–1985), deutscher Agrarwissenschaftler
- Karl Richter (Verleger) (1901–1969), deutscher Zeitungsverleger
- Karl Richter (Gewerkschaftsfunktionär) (1904–2005), deutscher Gewerkschaftsfunktionär und Politiker (SPD)
- Karl Richter (Rabbiner) (1910–2005), deutsch-amerikanischer Rabbiner
- Karl Richter (Musiker) (1926–1981), deutscher Chorleiter, Dirigent, Organist und Cembalist
- Karl Richter (Künstler) (1927–1959), deutscher Künstler
- Karl Richter (Literaturwissenschaftler) (* 1936), deutscher Germanist, Literaturwissenschaftler und Hochschullehrer
- Karl Richter (Radsportler) (* 1948), deutscher Radsportler
- Karl Richter (Fußballspieler) (* 1958), deutscher Fußballspieler
- Karl Richter (Tennisspieler) (* 1960), US-amerikanischer Tennisspieler
- Karl Richter (Politiker, 1962) (* 1962), deutscher Publizist und Politiker (NPD)
- Karl Ernst Richter (1795–1863), deutscher Publizist und Politiker
- Karl Friedrich Richter (1776–1838), deutscher Theologe und Pädagoge
- Karl Gottlieb Richter (Theologe) (1776–1857), deutscher Theologe und Geograf
- Karl Gottlieb Richter (Regierungspräsident) (1777–1847), deutscher Regierungsbeamter
- Karl-Gustav Richter (* 1954), deutscher Eishockeyspieler
- Karl Hanns Richter (1886–1975), österreichischer Alpinist, Geologe und Apotheker
- Karlheinz Richter (Mediziner) (1928–2015), deutscher Mediziner
- Karlheinz Richter (Agrarwissenschaftler) (1938–2011), deutscher Agrar- und Futterbauwissenschaftler sowie Hochschullehrer
- Karl-Heinz Richter (Handballtrainer) (1944/1945–2023), deutscher Handballtrainer
- Karl-Heinz Richter (Bildhauer) (* 1946), deutscher Bildhauer
- Karl-Heinz Richter (Autor) (* 1946), deutscher Fluchthelfer und Autor
- Karl Otto Richter (1866–1935), deutscher Architekt und Baurat
- Karl-Otto Richter (1947–2015), deutscher Soziologe
- Karsten Richter (Ingenieur) (* 1980), deutscher Ingenieur und Regionalhistoriker
- Karsten Richter (Leichtathlet) (* 1972), deutscher Leichtathlet
- Käte Richter-Lohse (1904–1956), deutsche Malerin und Grafikerin
- Katharina Richter, deutsche Sängerin
- Kathrin Richter (* 1961), deutsche Drehbuchautorin und Regisseurin
- Kay-Sölve Richter (* 1974), deutsche Journalistin und Moderatorin
- Klaus Richter (Biologe) (1936–2001) deutscher Biologe und Hochschullehrer
- Klaus Richter (Bildhauer) (* 1955), deutscher Künstler und Kunstmanager
- Klaus Richter (Drehbuchautor), deutscher Drehbuchautor
- Klaus Richter (Hochschullehrer) (* 1957), deutscher Hochschullehrer und Holzwissenschaftler
- Klaus Richter (Maler) (1887–1948), deutscher Maler
- Klaus Richter (Politiker, 1923) (1923–2011), deutscher Pädagoge und Politiker (SPD), MdB
- Klaus Richter (Politiker, 1947) (* 1947), deutscher Politiker (SPD), Landrat
- Klaus Richter (Physiker) (* 1962), deutscher Physiker
- Klaus Richter (Rechtswissenschaftler) (* 1965), deutscher Rechtswissenschaftler und Rechtshistoriker
- Klaus S. Richter (1894–1953), verfasste 1934 den deutschen Text zu Rosamunde
- Klaus-Detlef Richter, deutscher Politiker, Bürgermeister von Barsinghausen
- Klaus-Jürgen Richter (1933–2005), deutscher Verkehrswissenschaftler
- Klemens Richter (* 1940), deutscher Theologe, Liturgiewissenschaftler und Hochschullehrer
- Knut Richter (Wirtschaftswissenschaftler) (* 1943), deutscher Wirtschaftswissenschaftler und Hochschullehrer
- Knut Richter (Musiker) (* 1960), deutscher Jazzgitarrist und Sänger
- Konrad Richter (Geologe) (1903–1979), deutscher Geologe
- Konrad Richter (Musiker) (1935–2024), deutscher Pianist, Arrangeur, Herausgeber und Hochschullehrer
- Konrad Richter (Politiker), deutscher Politiker (NDPD), MdV
- Kornelia Richter (* 1956), deutsche Bibliothekswissenschaftlerin und Hochschullehrerin
- Kristina Richter (* 1946), deutsche Handballspielerin
- Kurt Richter (Regisseur) (* 1870 oder 1871; † 1920), deutscher Theaterschauspieler und -regisseur
- Kurt Richter (Filmarchitekt) (1885–1960), österreichischer Filmarchitekt
- Kurt Richter (1900–1969), deutscher Schachspieler
- Kurt Richter (Musiker) (1907–1984), deutscher Musiker (Die Vier Wedding Boys)
- Kurt Richter (Politiker) (1911–1976), österreichischer Politiker (FPÖ), Salzburger Landtagsabgeordneter
- Kurt Richter (Mediziner) (1915–1989), Gynäkologe und Hochschullehrer
- Kurt Richter (Musiker, 1915) (1915–2007), deutscher Hornist
- Kurt Richter (MfS-Mitarbeiter, 1919) (1919–1975), deutscher Jurist und Abteilungsleiter im Ministerium für Staatssicherheit
- Kurt Richter (MfS-Mitarbeiter, 1921) (1921–1981), deutscher Jurist und Leiter der Ermittlungsabteilung des Ministeriums für Staatssicherheit
- Kurt Richter-Erdmann (1895–1941), deutscher Kaufmann und Bankier
- Kurt Dietmar Richter (1931–2019), deutscher Komponist und Dirigent

### L
- Leo Richter (?–1958), deutscher Kirchenmaler, Bildhauer und Restaurator
- Leon Richter (1907–1981), deutsch-polnisch-österreichischer Kaufmann und Rabbi
- Leonhard von Richter (1778–1823), russischer Generalmajor
- Leopold Richter (Fußballspieler) (1885–1941), deutscher Fußballspieler
- Leopold Richter (1896–1984), deutsch-kolumbianischer Künstler, siehe Leopoldo Richter
- Les Richter (1930–2010), US-amerikanischer American-Football-Spieler und Motorsportfunktionär
- Lina Richter (1872–1960), deutsche Pädagogin
- Linda J. Richter, Pseudonym von Raymundus Joannes de Kremer (1887–1964), belgischer Schriftsteller
- Liselotte Richter (1906–1968), deutsche Theologin
- Lisl Richter-Perkaus (1905–1987), österreichische Leichtathletin
- Lore Richter (* 1985), deutsche Schauspielerin
- Lothar Richter (Ökonom) (1894–1948), deutscher Sozialökonom
- Lothar Richter (Fußballspieler, 1912) (1912–2001), deutscher Fußballspieler
- Lothar Richter (Fußballspieler, 1935) (* 1935), deutscher Fußballtorwart
- Lou Richter (* 1960), deutscher Comedian
- Ludwig Richter (1803–1884), deutscher Maler und Radierer
- Ludwig Richter (Architekt) (1855–1925), österreichischer Architekt
- Ludwig Richter (Musiker) (1859–nach 1920), deutscher Harfenist
- Ludwig Richter (Maschinenbauer) (1888–1970), österreichischer Maschinenbauer und Hochschullehrer
- Ludwig Richter (Literaturwissenschaftler) (1934–2022), deutscher Slawist, Literaturwissenschaftler und Übersetzer
- Ludwig Richter (Historiker) (* 1963), deutscher Historiker
- Luisa Richter (1928–2015), deutsch-venezolanische Malerin
- Lukas Richter (1923–2000), deutscher Musikwissenschaftler
- Lutz Richter (Jurist) (1891–1945), deutscher Jurist
- Lutz Richter (Informatiker) (1935–2017), deutscher Informatiker und Hochschullehrer
- Lutz Richter (Betriebswirt) (* 1971), deutscher Betriebswirt und Hochschullehrer
- Lutz Richter (Politiker) (* 1974), deutscher Politiker (BSW, zuvor Die Linke)
- Lutz Richter-Bernburg (* 1945), deutscher Islamwissenschaftler

### M
- Magdalena Richter (* 1992), deutsche Fußballspielerin
- Maike Kohl-Richter (* 1964), deutsche Volkswirtin
- Manfred Richter (Ingenieur) (1905–1990), deutscher Ingenieur und Hochschullehrer
- Manfred Richter (Autor) (1929–2023), deutscher Autor
- Manfred Richter (Mediziner) (* 1929), deutscher Chirurg
- Manfred Richter (Diplomat) (* 1934), deutscher Diplomat
- Manfred Richter (Theologe) (* 1935), deutscher Theologe und Ökumeniker
- Manfred Richter (Entomologe) (1936–2012), deutscher Insektenkundler
- Manfred Richter (Fußballspieler, 1938) (* 1938), deutscher Fußballspieler
- Manfred Richter (Motorbootrennfahrer) (* 1940), deutscher Motorbootrennfahrer
- Manfred Richter (Fußballspieler, 1941) (1941–1995), deutscher Fußballspieler
- Manfred Richter (Schauspieler) (1944–2012), deutscher Schauspieler
- Manfred Richter (Politiker, 1948) (* 1948), deutscher Lehrer und Politiker (FDP)
- Manfred Richter (Leichtathlet) (* 1949), deutscher Hürdensprinter und Sportfunktionär
- Manfred Richter (Politiker, 1951) (* 1951), deutscher Politiker (SPD)
- Manfred Raymund Richter (1929–2023), deutscher Theatergründer und -leiter
- Marc Richter (Jurist) (1961–2015), Schweizer Jurist
- Marc Richter (Schauspieler) (* 1972), deutscher Schauspieler
- Marc Richter (Fußballspieler) (* 1999), deutsch-spanischer Fußballtorhüter
- Marcel Wilhelm Richter (1886–1966), deutscher Maler und Grafiker
- Marco Richter (Eishockeyspieler) (* 1995), österreichischer Eishockeyspieler
- Marco Richter (Fußballspieler) (* 1997), deutscher Fußballspieler
- Marcus Richter (Footballspieler) (* 1973), deutscher Footballspieler
- Marcus Richter (Moderator), deutscher Moderator und Redakteur
- Mario Richter (* 1983), deutscher Zauberkünstler und Moderator
- Markus Richter (* 1976), deutscher Jurist
- Markus Richter (Autor) (* 1972), deutscher Schriftsteller
- Martin Richter (Verwaltungsjurist) (1869–1930), deutscher Verwaltungsjurist
- Martin Richter (Politiker, 1886) (1886–1954), deutscher Politiker (CDU)
- Martin Richter (Politiker, 1915) (1915–nach 1989), deutscher Politiker (NDPD)
- Martin Richter (Geschichtsmethodiker) (* 1930), deutscher Geschichtsmethodiker und Hochschullehrer
- Martin Richter (Wirtschaftswissenschaftler) (* 1943), deutscher Ökonom
- Martin Richter (Filmproduzent) (* 1976), deutscher Filmproduzent
- Martin Richter (Eishockeyspieler) (* 1977), tschechischer Eishockeyspieler
- Martinus Richter (* 1968), deutscher Chirurg
- Mathias Richter (* 1967), deutscher Volkswirt, politischer Beamter und Politiker (FDP)
- Matthias Richter (Autor) (* 1957), deutscher Autor
- Matthias Richter (Sinologe) (* 1961), deutscher Sinologe und Hochschullehrer
- Matthias Richter (Ingenieur) (* 1966), deutscher Ingenieur und Hochschullehrer
- Matthias Richter (Soziologe) (* 1971), deutscher Soziologe
- Matthias Richter (* 1988), deutscher DJ, siehe Tujamo
- Max Richter (Bankier) (1849–1915), deutscher Bankier
- Max Richter (Ministerialbeamter) (1856–1921), deutscher Beamter
- Max Richter (Mediziner) (1867–1932), österreichischer Gerichtsmediziner und Hochschullehrer
- Max Richter (Politiker, 1881) (1881–1945), deutscher Gewerkschafter und Politiker (SPD)
- Max Richter (Politiker, 1887) (1887–1978), deutscher Verbandsfunktionär und Politiker (DVP)
- Max Richter (Geologe) (1900–1983), deutscher Geologe und Paläontologe
- Max Richter (Verleger) (1901–1966), deutscher Jurist und Verleger
- Max Richter (Politiker, III), deutscher Politiker (SED), MdL Thüringen
- Max Richter (Architekt) (1928–2000), Schweizer Architekt
- Max Richter (Komponist) (* 1966), deutsch-britischer Komponist
- Max Ohnefalsch-Richter (1850–1917), deutscher Archäologe
- Max Erwin von Scheubner-Richter (1884–1923), deutscher Diplomat und Politiker (NSDAP)
- Maximilian Richter (auch Max Richter; 1842–1908), deutscher Geistlicher
- Maxwell Richter (auch Max Richter; * 1982), deutscher Schauspieler
- Michael Richter (Dialogregisseur) (* 1942), deutscher Dialogbuchautor und Dialogregisseur
- Michael Richter (Mediävist) (1943–2011), deutscher Mediävist
- Michael Richter (Geograph) (* 1946), deutscher Geograph
- Michael Richter (Historiker) (* 1952), deutscher Zeithistoriker und Aphoristiker
- Michael Richter (Politiker) (* 1954), deutscher Politiker (CDU)
- Michael Richter (Leichtathlet) (* 1956), deutscher Langstreckenläufer
- Michael Richter (Dokumentarfilmer) (* 1961), deutscher Journalist, Regisseur und Drehbuchautor
- Michael Richter (Fußballspieler) (* 1965), deutscher Fußballspieler und Journalist
- Michael Richter (Schachspieler) (* 1978), deutscher Schachspieler
- Michael M. Richter (1938–2020), deutscher Mathematiker
- Michal Richter (* 1959), tschechischer Lichtdesigner und Szenenbildner
- Mike Richter (Michael Thomas Richter; * 1966), US-amerikanischer Eishockeyspieler
- Mike Richter (Designer) (* 1970), Industriedesigner und Hochschullehrer
- Milan Richter (* 1948), slowakischer Schriftsteller, Dramatiker, Übersetzer und Verleger
- Miloslav Richter (* 1955), tschechischer Klarinettist, Komponist, Musikwissenschaftler und -pädagoge

### N
- Nico Richter (1915–1945), niederländischer Komponist
- Nicolas Richter (* 1973), Journalist
- Nicolaus Richter de Vroe (* 1955), deutscher Komponist und Violinist
- Nikola Richter (* 1976), deutsche Schriftstellerin
- Nikolaus Richter (1910–1980), deutscher Astronom, Meteorologe und Wüstenforscher
- Nils Richter (* 2003), deutscher Schachspieler
- Norbert Richter-Scrobinhusen (1929–1975), deutscher Graphiker, Radierer und Maler

### O
- Olaf Zawacki-Richter (* 1972), deutscher Pädagoge und Hochschullehrer
- Ole Richter (1829–1888), norwegischer Beamter und Politiker
- Oscar Richter (1823–1905), deutscher Kaufmann, Unternehmer in St. Petersburg
- Oswald Richter (1878–1955), österreichischer Botaniker
- Otmar Richter (1938–2023), deutscher Schauspieler
- Otto von Richter (Politiker) (1755–1826), livländischer Politiker
- Otto von Richter (General) (1830–1908), russischer General der Infanterie
- Otto Richter (Archäologe) (1843–1918), deutscher Klassischer Archäologe und Lehrer
- Otto Richter (Archivar) (1852–1922), deutscher Historiker, Bibliothekar und Archivar
- Otto Richter (Jurist, 1854) (1854–1933), deutscher Jurist und Ministerialbeamter
- Otto Richter (Verleger) (1858–1932), deutscher Zeitungsverleger
- Otto Richter (Kirchenmusiker) (1865–1936), deutscher Kirchenmusiker
- Otto Richter (Bildhauer) (1867–1941), deutscher Bildhauer
- Otto Richter (Genossenschaftler) (1872–1927), deutscher Genossenschaftler und Politiker (SPD)
- Otto Richter (Politiker) (1873 – nach 1944), deutscher Politiker (SPD), MdL Sachsen
- Otto Richter (Architekt) (1875–1919), österreichischer Architekt
- Otto Richter (Jurist, 1885) (1885–1956), deutscher Jurist und Bürgermeister
- Otto Richter (General) (1893–1980), deutscher Generalmajor
- Otto Richter (Mediziner) (1895 – nach 1964), deutscher Chirurg
- Otto Richter (Mathematiker) (* 1946), deutscher Mathematiker, Biologe und Hochschullehrer
- Otto Donner von Richter (1828–1911), deutscher Maler und Kunstschriftsteller
- Otto Christoph von Richter (1678–1729), livländischer Politiker
- Otto Emil Richter-Welka (1877–??), deutscher Schriftsteller
- Otto Friedrich von Richter (1791–1816), livländischer Forschungsreisender
- Otto Moritz von Richter (1824–1892), livländischer Politiker, Mitglied des russischen Staatsrats

### P
- Pascal Richter (Diplomat) (* 1963), deutscher Diplomat
- Pascal Richter (Fußballspieler) (* 1996), deutscher Fußballspieler
- Patrick Richter (* 1985), deutscher Filmemacher
- Paul Richter (Biologe) (Paul Gerhard Richter; 1837–1913), deutscher Lehrer und Algenkundler
- Paul von Richter (1848–1925), deutscher Generalmajor
- Paul Richter (Richter) (1856–1939), deutscher Jurist und Richter
- Paul Richter (Pfarrer, 1858) (1858–1935), deutscher Pfarrer und Publizist
- Paul Richter (Architekt) (1859–1944), deutscher Architekt und Hochschullehrer
- Paul Richter (Mediziner, 1865) (Paul Caesar Richter; 1865–1938), deutscher Hautarzt und Medizinhistoriker
- Paul Richter (Archivar) (1866–1939), deutscher Archivar
- Paul Richter (Schriftsteller) (1873–1945), deutscher Arzt, Erzähler und Lyriker
- Paul Richter (Maler) (1874–1972), deutscher Maler
- Paul Richter (Komponist) (1875–1950), deutscher Komponist
- Paul Richter (Politiker, 1877) (1877–1958), österreichischer Politiker (SDAP)
- Paul Richter (Schauspieler) (1889–1961), österreichischer Schauspieler
- Paul Richter (Pfarrer) (1894–1942), deutscher Pfarrer und Widerstandskämpfer
- Paul Richter (Politiker, 1903) (1903–1963), deutscher Politiker (SPD), MdA Berlin
- Paul Richter (Politiker, 1907) (1907–nach 1951), deutscher Politiker (LDP), MdV
- Paul Richter (Politiker, IV), deutscher Politiker (SED), MdL Thüringen
- Paul Richter-Wauer (1888–nach 1955), deutscher Schauspieler und Sänger
- Paul Friedrich Richter (1868–1934), deutscher Internist und Hochschullehrer
- Pavel Richter (Eishockeyspieler) (* 1954), tschechischer Eishockeyspieler
- Pavel Richter (Autor) (* 1969), deutscher Sachbuchautor
- Pedro Richter Prada (1921–2017), peruanischer Politiker und Militärperson
- Peer Richter, deutscher Popsänger
- Peggy Richter (* 1973), deutsche Badmintonspielerin
- Peter Richter (Kaufmann) (1705–1782), deutscher Kauf- und Handelsmann sowie Rittergutsbesitzer
- Peter Richter (Baumeister) (1750–1805), deutscher Baumeister
- Peter Richter (Gartenbauwissenschaftler) (* 1928), deutscher Zierpflanzenbauwissenschaftler und Hochschullehrer
- Peter Richter (Fußballspieler, 1939) (* 1939), deutscher Fußballspieler
- Peter Richter (Pharmazeut) (* 1939), deutscher Pharmazeut und Hochschullehrer
- Peter Richter (Fußballspieler, 1941) (* 1941), deutscher Fußballspieler
- Peter Richter (Psychologe) (* 1943), deutscher Psychologe
- Peter Richter (Physiker) (1945–2015), deutscher Physiker
- Peter Richter (Bauökonom) (* 1949), deutscher Bauökonom
- Peter Richter (Musiker) (* 1954), deutscher Musiker und Produzent
- Peter Richter (Radsportler) (* 1956), deutscher Radrennsportler
- Peter Richter (Kunstkritiker) (* 1973), deutscher Schriftsteller
- Peter Richter (Jurist) (* 1985), deutscher Jurist und Politiker
- Peter Richter de Rangenier (1930–2021), österreichischer Dirigent und Komponist
- Peter G. Richter (* 1949), deutscher Psychologe
- Philipp Richter (Prediger) (1816–1914), deutscher Schreiner und Prediger
- Philipp Richter (Astrophysiker) (* 1972), deutscher Astrophysiker
- Philipp Richter (Schauspieler)  (* 1981), deutscher Schauspieler
- Pim Richter (* vor 1972), deutscher Drehbuchautor
- Pius Richter (1818–1893), österreichischer Komponist, Pianist und Musiklehrer

### R
- Rainer Richter (* 1947), deutscher Psychotherapeut, Hochschullehrer und Kammerfunktionär
- Rainer G. Richter (* 1943), deutscher Kunstwissenschaftler
- Ralf Richter (Jurist) (1931–2021), deutscher Hochschullehrer für Wirtschafts- und Seerecht sowie Rechtsanwalt
- Ralf Richter (Eiskunstläufer) (1955–2019), deutscher Eiskunstläufer
- Ralf Richter (* 1957), deutscher Schauspieler
- Raoul Richter (1871–1912), deutscher Philosoph
- Raphaela Richter (* 1997), deutsche Mountainbikerin
- Raúl Richter (* 1987), deutscher Schauspieler
- Regina Richter, deutsche Opernsängerin
- Reginald Richter (* 1931), österreichischer Glaskünstler
- Reinhard Richter (Paläontologe) (1813–1884), deutscher Paläontologe
- Reinhard Richter (Politiker) (* 1941), deutscher Politiker (SPD)
- Reinhard Richter (Fußballspieler), deutscher Fußballspieler
- Reinhardt Richter (1928–2004), deutscher evangelischer Theologe und Generalsuperintendent
- Reinhold Richter (1926–2012), deutscher Physiker, Verkehrswissenschaftler und Hochschullehrer
- Renate Richter (* 1938), deutsche Schauspielerin
- René Richter (Radsportler) (* 1967), deutscher Radrennfahrer
- René Richter (Kameramann) (* 1969), deutscher Kameramann
- Ricardo Richter (* 1988), deutscher Schauspieler und Synchronsprecher
- Riccarda Richter (* 1995), deutsche Schauspielerin
- Rich Richter (* 1937), deutscher Fotograf
- Richard Richter (Pädagoge) (1839–1901), deutscher Pädagoge
- Richard Richter (General, 1847) (1847–1914), deutscher Generalleutnant
- Richard Richter (Dirigent) (1892–1970), deutscher Dirigent
- Richard Richter (Mediziner) (1906–1970), deutscher Dermatologe
- Richard Richter (Politiker), deutscher Politiker (DBD)
- Richard Richter (General, 1928) (* 1928), deutscher Generalmajor
- Richard Richter (Eishockeyspieler) (* 1965), tschechischer Eishockeyspieler
- Robert Richter (Chemiker) (1823–1871), deutscher Chemiker und Hochschullehrer
- Robert Richter (Maler) (1860–1941), deutscher Maler und Schriftsteller
- Robert Richter (Unternehmer) (1899–1972), deutscher Kameramann, Filmproduzent und Unternehmer
- Robert Richter (Regisseur) (1929–2025), US-amerikanischer Regisseur, Drehbuchautor und Produzent
- Robsie Richter (* 1964), deutscher Autor, Lyriker, Verleger und Musiker
- Roland Richter (Politiker, 1957) (* 1957), deutscher Politiker (CDU), MdB
- Roland Richter (Politiker, 1963) (* 1963), deutscher Politiker (CSU), MdL Bayern
- Roland R. Richter (* 1934), deutscher Maler, Grafiker und Hochschullehrer
- Roland Suso Richter (* 1961), deutscher Filmregisseur und Produzent
- Rolf Richter (Filmwissenschaftler) (1932–1992), deutscher Filmwissenschaftler
- Rolf Richter (Germanist) (1936–2018), deutscher Germanist
- Rolf Richter (Schachkomponist) (1941–1988), deutscher Schachkomponist
- Rolf Richter (Journalist) (1942–2021), deutscher Journalist
- Rolf Richter (Historiker) (1945–2009), deutscher Historiker
- Rolf Richter (Politiker) (* 1966), deutscher Kommunalpolitiker
- Ronald Richter (1909–1991), österreichischer Physiker
- Rosa Matilda Richter (1862–1937), englische Zirkusakrobatin, erste „menschliche Kanonenkugel“
- Rotraut Richter (1913–1947), deutsche Schauspielerin
- Rudi Richter (Architekt) (1906–1986), deutscher Architekt
- Rudi Richter (Politiker) (1927–2011), deutscher Politiker (CSU)
- Rudolf Richter (Elektrotechniker) (1877–1957), deutscher Elektrotechniker und Erfinder
- Rudolf Richter (Geowissenschaftler) (1881–1957), deutscher Geologe und Paläontologe
- Rudolf Richter (Architekt) (1910–1981), deutscher Architekt
- Rudolf Richter (Widerstandskämpfer) (1920–1942), deutscher Widerstandskämpfer
- Rudolf Richter (Wirtschaftswissenschaftler) (* 1926), deutscher Wirtschaftswissenschaftler
- Rudolf Richter (Soziologe) (* 1952), österreichischer Soziologe
- Rudolph von Richter (1835–1919), deutscher Militärjurist

### S
- Sabine Richter (* 1966), deutsche Leichtathletin
- Sabrina Richter (* 1982), deutsche Handballspielerin
- Samuel Richter († nach 1722), deutscher Theologe, Alchemist und Rosenkreuzer
- Sandra Richter (geborene Sandra Pott; * 1973), deutsche Literatur- und Politikwissenschaftlerin
- Saskia Richter (1978–2015), deutsche Politikwissenschaftlerin
- Sebastian Richter (Kameramann) (* 1963), deutscher Kameramann und Hochschullehrer
- Sebastian Richter (Neonazi) (Pseudonym Sepp Hagen; * 1982/1983), deutscher Politiker (NPD)  und Neonazi
- Sebastian Richter (Eisschnellläufer) (* 1989), deutscher Eisschnellläufer
- Sergey Richter (* 1989), israelischer Sportschütze
- Setta Cohn-Richter (1891–1943), deutsche Kinderbuchautorin
- Siegfried Richter (Politiker) (1885–1972), deutscher Verwaltungsjurist und Landrat
- Siegfried Richter (1922–2000), deutscher Unternehmer und Mäzen
- Siegfried Richter (Wirtschaftshistoriker) (* 1928), deutscher Wirtschaftshistoriker und Hochschullehrer
- Siegfried G. Richter (* 1960), deutscher Koptologe
- Sigrun Richter (1945–2021), deutsche Psychologin und Hochschullehrerin
- Simon Richter (Münzmeister) (1675–1745), deutscher Goldschmied und Münzmeister
- Simon Richter (Germanist) (Simon Jan Richter; * 1957), US-amerikanischer Germanist
- Simon Richter (Fußballspieler) (* 1985), dänisch-gambischer Fußballspieler
- Simona Richter (* 1972), rumänische Judoka
- Solveig Richter (* 1978), deutsche Politikwissenschaftlerin und Hochschullehrerin
- Sonja Richter (* 1974), dänische Schauspielerin
- Soraya Richter (* 1996), deutsche Synchronsprecherin und Schauspielerin
- Sören Richter (* 1984), deutscher Sänger (Tenor)
- Stefan Richter (Politiker) (1861–1929), österreichischer Politiker
- Stefan Richter (Zoologe) (* 1964), deutscher Zoologe
- Stefan Richter (Schauspieler) (* 1967), deutscher Schauspieler, Stuntman und Regisseur
- Stefan Richter (* 1973), deutscher Reggae-Sänger, siehe Trettmann
- Stefan Richter (Komponist) (* 1980), deutscher Komponist und Gitarrist
- Steffen Richter (Physiker) (* 1942), deutscher Physiker und Wissenschaftshistoriker
- Steffen Richter (Kriminologe) (* 1965), deutscher Kriminologe
- Steffen Richter (Literaturkritiker) (* 1969), deutscher Literaturkritiker und Journalist
- Steffi Richter (* 1956), deutsche Japanologin
- Stephan Richter (Journalist) (* 1950), deutscher Journalist
- Stephan Richter (Schachspieler) (* 1964), deutscher Schachspieler
- Stephan Richter (Schauspieler) (* 1967), deutscher Schauspieler
- Stephan Richter (Regisseur) (* 1980), deutscher Regisseur
- Stephan-Götz Richter (* 1959), deutscher Journalist, besonders im engl. Sprachraum Stephan Richter
- Susan Richter (* 1971), deutsche Historikerin und Hochschullehrerin
- Swjatoslaw Teofilowitsch Richter (1915–1997), russischer Pianist

### T
- Teo Richter (* 1954), deutscher Metallbildhauer
- Thea Richter (Filmeditorin), deutsche Filmeditorin
- Thea Richter (Dramaturgin), deutsche Dramaturgin
- Thea Richter (Bildhauerin) (* 1945), deutsche Bildhauerin und Objektkünstlerin
- Theo Richter (* vor 1955), deutscher Maler
- Theodor Richter (Chemiker) (1824–1898), deutscher Chemiker
- Theodor Richter (Politiker) (1849–1917), deutscher Politiker (Nationalliberale Partei), MdL Sachsen
- Theodor von Richter (1852–1925), livländischer Landespolitiker
- Theodor Richter (Architekt) (1860–um 1945), deutscher Architekt
- Theodor Friedrich Maximilian Richter (1783–1837), deutscher Schriftsteller
- Theodor Paul Richter (1850–1923), sächsischer Generalleutnant
- Theophil Richter (Bergmeister) (1636–um 1699), böhmischer Bergbeamter und Lehrer
- Theophil Richter (Musiker) (Theophil Danilowitsch Richter; 1872–1941), russlanddeutscher Musiker und Komponist

- Thomas Richter (Bildhauer) (1942–2022), deutscher Maler und Bildhauer
- Thomas Richter, Pseudonym von Walter Popp (1948–2025), deutscher Autor
- Thomas Richter (Physiker), deutscher Physiker
- Thomas Richter (1961–2014), deutscher Attentäter, siehe Bewegung Morgenlicht
- Thomas Richter (Fußballspieler, 1962) (* 1962), deutscher Fußballspieler (Holstein Kiel, SSV Ulm, Viktoria Aschaffenburg, Wuppertaler SV, VfB Lübeck)
- Thomas Richter (Altorientalist) (* 1965), deutscher Altorientalist
- Thomas Richter (Apotheker) (* 1965), deutscher Apotheker, Germanist, Medizinhistoriker und Sachbuchautor
- Thomas Richter (Posaunist) (* 1965), deutscher Posaunist
- Thomas Richter (Organist) (* 1966), deutscher Organist und Dirigent
- Thomas Richter (Kunsthistoriker) (* 1967), deutscher Kunsthistoriker, Direktor des Herzog Anton Ulrich-Museums in Braunschweig
- Thomas Richter (Fußballspieler, 1967) (* 1967), deutscher Fußballspieler (1. FC Kaiserslautern, Hertha BSC, Waldhof Mannheim)
- Thomas Richter (Klarinettist) (* 1968), deutscher Klarinettist
- Thomas Richter (Fußballspieler, 1970) (* 1970), deutscher Fußballspieler (Stuttgarter Kickers, 1. FC Nürnberg, TSV 1860 München)
- Thomas Richter (Politikwissenschaftler) (* 1973), deutscher Politikwissenschaftler
- Thomas Richter alias Corelli (V-Mann) (1974–2014), deutscher Rechtsextremist und V-Mann
- Thomas Richter (Fußballspieler, 1980) (* 1980), deutscher Fußballspieler (SV Wehen Wiesbaden)
- Thomas Richter (Eishockeyspieler) (* 1983), deutscher Eishockeyspieler
- Thomas Richter-Forgách (* 1940), deutscher Bühnenbildner und Theaterausstatter
- Thomas J. Richter (* 1955), deutscher Maler und Grafiker
- Tim Richter (* 1989), deutscher Eishockeyspieler
- Timo Richter (* 1995), deutscher E-Sportler
- Tina Richter-Vietor (1975–2007), deutsche Vielseitigkeitsreiterin
- Tobias Richter (* 1953), Schweizer Opernintendant
- Ton Richter (1919–2009), niederländischer Hockeyspieler
- Tonio Sebastian Richter (* 1967), deutscher Ägyptologe
- Traute Richter (Sängerin) (1922–1986), deutsche Sängerin (Sopran)
- Traute Richter (Schauspielerin) (Edeltraut Antonia Richter; 1924–1986), deutsche Schauspielerin
- Trude Richter (1899–1989), deutsche Schriftstellerin
- Trude Richter (Illustratorin) (1911–2003), österreichische Lehrerin und Illustratorin

### U
- Uli Richter (1926–2021), deutscher Modeschöpfer
- Ulrich Richter (* 1951), deutscher Maler und Grafiker
- Ulrike Richter (* 1959), deutsche Schwimmerin
- Ulrike Hoffmann-Richter (1958–2024), deutsche Psychiaterin und Psychotherapeutin
- Urs Müller-Richter (* 1972), deutscher Zahnarzt, MKG-Chirurg und Hochschullehrer
- Ursula Richter (Fotografin) (Irma Ursula Johanna Richter; 1886–1946), deutsche Fotografin
- Ursula Richter (Sängerin) (1915–2009), deutsche Opernsängerin (Koloratursopran)
- Ursula Richter, Deckname von Erika Reißmann (1933–2002), deutsche Agentin
- Ursula Richter (Soziologin) (* 1942), deutsche Soziologin
- Ute Richter (Reiterin), deutsche Springreiterin
- Ute Richter (Leichtathletin) (* 1958), deutsche Speerwerferin
- Ute Richter (Künstlerin) (* 1964), deutsche Künstlerin und Medienkünstlerin
- Utz Richter (1927–2015), deutscher Schauspieler

### V
- Valentin Richter, Pseudonym von Robert Pick (1898–1978), US-amerikanischer Schriftsteller, Journalist und Übersetzer österreichischer Herkunft
- Valentin Richter (* 1994), deutscher Schauspieler
- Verena Richter (* 1981), deutsche Autorin, Musikerin und Bühnenkünstlerin
- Vicki Richter (* 1977), US-amerikanische Pornodarstellerin
- Victor von Richter (1841–1891), deutscher Chemiker
- Viktor Richter (* 1958), deutscher Diplomat
- Virginia Richter (* 1964), deutsche Anglistin
- Vladimir Richter (1925–2013), tschechischer Philosoph und Jesuit
- Volker Richter (* 1964), deutscher Politiker (AfD), MdL

### W
- W. D. Richter (* 1945), US-amerikanischer Drehbuchautor und Regisseur
- Walter Richter (Journalist) (1904–1973), deutscher Buchhändler und Journalist
- Walter Richter (Gärtner) (1904–1997), deutscher Orchideen-, Bromelienzüchter und Autor
- Walter Richter (1905–1985), deutscher Schauspieler und Hörspielsprecher
- Walter Richter (Funktionär)  (1920–1997), deutscher Verleger und Wohlfahrtsverbands- sowie Vertriebenenfunktionär
- Walter Richter (Werkstoffwissenschaftler) (1921–1999), deutscher Ingenieur und Werkstoffwissenschaftler
- Walter Richter (Fußballspieler) (* 1928), deutscher Fußballspieler
- Walter Richter (Stadtplaner) (* 1947), deutscher Bauingenieur, Stadtplaner und Baubeamter
- Walter Richter-Reichhelm (1873–1958), deutscher Geistlicher und Theologe
- Walter Richter-Reinick (1911–1984), deutscher Synchronsprecher, Theaterregisseur und Schauspieler
- Walter Richter-Ruhland (auch Walther Richter; 1910–1975), deutscher Schriftsteller, Übersetzer und Buchhändler
- Walther Richter (Jurist) (1919–1997), deutscher Jurist und Richter
- Walther Richter (Ingenieur) (* 1940), österreichischer Ingenieur und Manager
- Walther Richter (Produzent), Songwriter und Musikproduzent
- Walther Richter (Fußballspieler) (* 1944), dänischer Fußballspieler
- Wera Richter (* 1969), deutsche Politikerin und Journalistin
- Wera Andrejewna Richter (1936–2015), sowjetische bzw. russische Entomologin
- Werner Richter (Germanist) (1887–1960), deutscher Germanist
- Werner Richter (Schriftsteller) (1888–1969), deutscher Schriftsteller
- Werner Richter (General) (1893–1944), Generalleutnant im Zweiten Weltkrieg
- Werner von Richter (1896–1954), deutscher Bankenmanager (Dresdner Bank)
- Werner Richter (Radsportler) (1918–2004), deutscher Radrennfahrer
- Werner Richter (Komponist) (1919–1970), deutscher Komponist, Musiker und Hochschullehrer
- Werner Richter (Bildhauer) (1923–2012), deutscher Bildhauer
- Werner Richter (Flötist) (1924–2010), deutscher Flötist
- Werner Richter (Szenenbildner), deutscher Szenenbildner
- Werner Richter (Akkordeonist) (1929–2008), deutscher Akkordeonist und Komponist
- Werner Richter (Dichter) (1929–2018), alemannischer Dialektautor
- Werner Richter (Messtechniker) (1931–2015), deutscher Ingenieur und Hochschullehrer
- Werner Richter (Jurist) (* 1959), deutscher Jurist
- Werner Richter-Reichhelm (1906–nach 1967), deutscher Dirigent und Musikdirektor
- Werner O. Richter (* 1950), deutscher Ernährungsmediziner
- Wilfried Richter (* 1936), deutscher Diplomat
- Wilhelm Richter (Bildhauer) (1592–1667), deutscher Bildhauer
- Wilhelm Richter (Maler, 1626) (1626–1702), deutscher Maler und Kupferstecher
- Wilhelm Richter (Maler, 1824) (1824–1892), österreichischer Maler
- Wilhelm Richter (Heimatforscher) (1854–1922), deutscher Lehrer und Heimatforscher
- Wilhelm Richter (Polizeipräsident) (1881–1976), deutscher Polizeibeamter
- Wilhelm Richter (Mediziner) (1892–1944), deutscher Dermatologe
- Wilhelm Richter (General) (1892–1971), deutscher Generalleutnant
- Wilhelm Richter (Pädagoge) (1901–1978), deutscher Pädagoge
- Wilhelm Richter (Parteifunktionär) (1904–1977), deutscher Parteifunktionär (SED) und Verleger
- Wilhelm Richter (Physiker) (1906–1978), deutscher Physiker
- Wilhelm Richter-Rheinsberg (1866–nach 1928), deutscher Maler und Grafiker
- Wilhelm Michael von Richter (Wilhelm Michailowitsch Richter; 1767–1822), russischer Gynäkologe und Medizinhistoriker
- Will Richter (1910–1984), deutscher Klassischer Philologe
- Willi Richter (1894–1972), deutscher Politiker (SPD)
- Willy Richter (Wilhelm Richter; 1896–1969), deutsch-US-amerikanischer Komponist
- Winfried Richter (* 1941), deutscher Fußballspieler
- Woldemar Richter (1866–1939), sächsischer Generalmajor
- Wolf-Wilhelm Richter (* 1947), deutscher Jurist
- Wolfgang Richter (Politiker, 1901) (1901–1958), deutscher Politiker (NSDAP)
- Wolfgang Richter (Mediziner) (1921–2000), deutscher Chirurg und Hochschullehrer
- Wolfgang Richter (Journalist) (1925–2010), deutscher Journalist
- Wolfgang Richter (Theologe) (1926–2015), deutscher Theologe und Orientalist
- Wolfgang Richter (Komponist) (1928–2004), deutscher Komponist
- Wolfgang Richter (Architekt) (* 1935), deutscher Architekt und Hochschullehrer
- Wolfgang Richter (Philologe) (1935–2023), deutscher Klassischer Philologe
- Wolfgang Richter (Filmeditor), deutscher Filmeditor
- Wolfgang Richter (Physiker, 1940) (1940–2013), deutscher Festkörperphysiker und Hochschullehrer
- Wolfgang Richter (Autor) (1940–2018), deutscher Autor und Bürgerrechtler
- Wolfgang von Richter (* 1940), deutscher Mammaloge
- Wolfgang Richter (Physiker, 1942) (1942–2019), deutscher Physiker und Hochschullehrer
- Wolfgang Richter (Maler) (* 1942), deutscher Maler
- Wolfgang Richter (Heimatforscher, 1942) (* 1942), deutscher Heimatforscher
- Wolfgang Richter (Politiker, 1945) (* 1945), deutscher Jurist und Politiker (FDP)
- Wolfgang Richter (Dokumentarfilmer) (* 1947), deutscher Dokumentarfilmer
- Wolfgang Richter (Oberst) (* 1949), Oberst a. D. und Sicherheitsforscher
- Wolfgang Richter (General) (* 1956), deutscher Brigadegeneral
- Wolfgang Richter (Theologe, 1957), deutscher Theologe, Komponist und Autor
- Wolfgang Richter (Heimatforscher, II) (* 1966/1967), deutscher Heimatforscher
- Wolfgang Richter (Schachspieler) (* 1968), deutscher Schachspieler
- Wolfgang Klein-Richter (* 1962), deutscher Pianist und Organist
- Wolfgang M. Richter (* 1929), deutscher Biologe
- Wolfram F. Richter (* 1948), deutscher Volkswirt

### Y
- Yann Richter (1928–2008), Schweizer Politiker
- Yvonne Richter (* 1956), deutsche Künstlerin, Schriftstellerin und Illustratorin